# 広島市民球場 (初代)
広島市民球場（ひろしましみんきゅうじょう）は、広島県広島市中区基町の広島市中央公園内にかつて存在した野球場。広島市が所有および運営管理を行っていた。
1957年7月に完成し、以来2009年3月31日までプロ野球・セントラル・リーグの広島東洋カープが本拠地として用いた。
カープが2代目の広島市民球場に移転して以降は旧広島市民球場の暫定名称で主にアマチュア野球に使用されていたが、2010年8月31日限りで閉鎖され、2012年2月28日をもちライトスタンドの一部を残して解体された。

## 概要
1957年7月24日、中国地方初のナイター設備設置球場として開場以来、広島カープの本拠地として使用された。また全国高等学校野球選手権広島大会の決勝戦や都市対抗野球大会の広島県予選などのアマチュア大会の会場としても用いられていた他、一般市民にも広く貸し出されており、カープの試合開催日の午前中にグラウンドの貸し出しを行うこともあった。
内野2階スタンドや電光式掲示板、可動式日よけ設備等、施設の増強も長い年月をかけて行われ、開場当時17,422人だった観客収容数は、最終的に31,984人まで増加した。
しかし、1990年代に入ると新設された他球場に比べてフィールドの狭隘さが問題視される。さらに2000年代に入ると諸設備の陳腐化・老朽化が著しく進んだことから当球場に代わる新しい球場の建設が検討され、2009年4月に新たに竣工したMAZDA Zoom-Zoom スタジアム広島（2代目広島市民球場）にプロ野球本拠地機能は移転した。
当初は2009年3月末での閉場が予定されていたが、跡地利用に関する市と市議会の間でのこじれもあり（後述）、2009年4月1日より条例上の正式名称「広島市民球場」をマツダスタジアムに譲った上で、暫定的に「旧広島市民球場」の名称で引き続き一般向けの利用が行われていた。2010年6月に球場廃止条例が成立し、同年9月1日をもって53年間の球場の歴史に終止符を打った。
2010年11月29日に解体作業が開始。翌年4月に広島市長に就任した松井一實は「球場の在り方を市民の皆さんともう一度考え直す必要がある」としたが、最終的にライトスタンドの一部を永久保存する以外は全面解体することが決定。2012年2月28日をもって、ライトスタンドの一部（幅約35メートル、高さ約6メートル）を残して解体された。2022年6月2日には残るライトスタンド部分の解体作業も開始され、同月末までに作業を終了している。

## 建設に至るまでの経緯

### ナイター球場建設構想
（出典：）
1952年、「広島市にナイター設備を備えた球場を作ろう」と言い始めたのは、当時のカープを金銭面からバックアップしていた東洋工業の松田恒次社長だった。カープの石本秀一監督はその言葉に有頂天となり、自ら球場設計に取り組んだとされる。翌1953年になると、広島市民の間でも「ナイター球場待望論」が日ごとに高まり、中国新聞社へは読者からの投書が相次いだ。
こうした待望論が一気に高まりを見せたのは、当時、カープを除く他球団が本拠地へナイター設備を次々に導入したためである。その一方で、当時の水準から見ても設備面で見劣りした広島総合球場にナイター設備などあるはずもなく、カープ主催の週末の試合は、日曜日昼間に必ずと言ってよいほどダブルヘッダーが組み込まれており、炎天下での連戦を強いられた選手達の疲労は並大抵なものではなかった。また広島総合球場は、当時交通の便が悪い上にスタンドのキャパシティも小さく、さらに炎天下での観戦を強いられるとあっては、観客増による増収で球団経営の安定を図ろうにも限度があった。
1954年、広島市の浜井信三市長と広島市議会議長が、東京で開かれた「広島市建設促進協議会」の席上にてナイター球場の話題で花を咲かせたことがきっかけとなり、同年3月、広島市議会に「市営野球場設置対策委員会」が設置された。さらに8月には、同委員会に広島県、地元経済界、カープ球団が加わった「市営市民球場建設促進委員会」へと発展し、そして10月には「広島市基町へ市税を使わず市営ナイター球場を建設する」という結論が導き出された。
だが、ナイター球場の建設予定地とされた基町には、通称「十軒長屋」と呼ばれた市営住宅が多数存在し、住人達は「自らの住む住宅を潰してまでナイター球場を作るのは不当だ」と激しく反発、連日に渡って市役所前で計画再考を求めて抗議運動が行われる事態になった。その一方でカープの後援会側は、「何故早く建設しないのか」と浜井市長に再三に渡って詰め寄り、55,000人の署名簿を広島市に提出するなど、利害関係は入り乱れ、ナイター球場建設の先行きは全く不透明な情勢になった。

### 旧日本軍西部第二部隊営庭跡地にて着工
1955年4月、「ナイター球場は市民のレクリエーション施設として、ぜひ建設したいと考えているものの一つ」との公約を掲げた渡辺忠雄が広島市長に当選した。
渡辺は住人の反対運動により家屋の立ち退きすらままならなくなった基町に見切りをつけ、代替として「広島護国神社内の敷地」を建設地とする意向を示した。しかし、同神社の広島城跡への移転問題や都市公園法が絡んでいたため、文部省の文化財保護委員会から猛反対を受け、やむなく1955年10月、さらなる代替として「旧日本軍西部第二部隊営庭跡地（以下、旧二部隊営庭跡地）」を建設地とする考えを示した。だが、同地については合同庁舎建設予定地としていた大蔵省、建設省が譲らなかった。
1955年12月、広島市議の任都栗司と鈴木龍二セ・リーグ会長、河口豪カープ球団代表が石本建設設計事務所でナイター球場の設計について協議し、翌56年の新春に着工することを発表したが、肝心の建設地は一向に決まる気配が無かった。そのため1956年には、怒ったカープ後援会の会員達が、広島駅構内で東京から帰広した渡辺を待ち構え、吊るし上げる事件まで発生した（市長吊るし上げ事件）。
しかし水面下で広島市側は、当時の自民党広島県連会長肥田琢司の協力を得て、大蔵省・建設省に対し、国有地の無償譲渡が受けられる平和記念都市建設法の適用を視野に粘り強く交渉を続けており、ついに当時の一万田尚登大蔵大臣と馬場元治建設大臣を口説き落とした。1956年7月17日、地元政官界の六者会談を経て、ようやく建設地は中央公園の一部である「旧二部隊営庭跡地」に正式決定した。
さらに1956年9月の広島市議会議長選挙による議長交代をきっかけに広島市議会の勢力図が一変、派閥争いが一旦収束するのを見計らい、地元財界10社で構成する二葉会は翌1957年1月4日、建設資金1億6千万円の寄付を広島市に申し入れた。それまで市議会の派閥争いやボス議員の利権に利用されてはたまらないと鳴りを潜めていたのである。
1957年2月1日には「広島市民球場建設世話人会」が発足し、2月22日についに起工式が執り行われた。地元建設会社の増岡組 が購入したばかりのブルドーザー1台が連日フル稼働し、超々突貫工事の結果、わずか5か月後の7月22日には完工式が執り行われた。同日夜のナイター設備の点灯式には小雨が降るあいにくの天候にもかかわらず、15,000人の観衆が詰めかけた。
以下、当日の完工式に参加した球団関係者のコメントである。
1. 河口豪（球団代表）：「8年前カープが結成された時、谷川昇会長は『カープは県市民のものであり、成長に伴って立派な衣装をつけたい』と言われたが、それが実現して谷川さんも草葉の陰で喜んでいられるに違いない。この上は新しい器に立派な選手を強化して、ファンの期待に応えたいと思っている」
2. 白石勝巳：「難波や甲子園よりもこぢんまりとして非常に感じがよい。バックスクリーンもよい。文句を言うところは一つもない。これなら十分張り切ってやれる」
3. 長谷川良平：「マウンドが低い感じがする。確かにどこよりも明るいけれど[14]、カクテル光線はあまり好きではない」
4. 小鶴誠：「球は非常によく見える。内野の土は非常によく締まっているが、外野はまだそれほどでもないので走りにくいが、これは当分のことだろう」

### カープ球団の経営基盤確立へ
ナイター球場の出現は文字通りファンを引きつけた。一番安い外野席の入場料は大人で当時、カレーライスや駅弁、ストリップ劇場の入場料と同じ100円だったが、映画と並ぶ健全娯楽として歓迎された。完成後35試合の観客動員数は61万9千人であり、完成前30試合の12万7千人から飛躍的に伸びた。
独立採算のカープ球団には、財政基盤を固める切り札となった。観客が増えたこともさることながら、カープ球団には球場内売店の営業権が認められており、さらに球場内看板による広告収入の7割5分～8割がカープ球団の取り分とされたためである。現代の指定管理者制度に近い形態であり、当時としては画期的なことであった。
こうして積み上げられた収入は選手補強費に充てられ、東京六大学野球の小坂佳隆、社会人野球の4番打者森永勝治、西鉄ライオンズでくすぶっていた大和田明ら、これまで金銭面から接触すらできなかった逸材の獲得へと繋がっていった。

## 歴史
- 1950年 - 広島カープが広島総合球場（現広島県総合グランド野球場）をフランチャイズとしてセントラル・リーグに加盟[15]。その後、ナイター設備がないことや、観客の収容能力が少ないことなどから近代的な球場の建設が求められた。
- 1957年1月31日 - 地元財界の建設資金寄付を受けた広島市が、中国地方初のナイター設備付き野球場の建設を決定。
- 1957年2月22日 - 起工式。
- 1957年7月22日 - 完工式（第1期工事完了）。観客定員は17,422人で、内野スタンドはバックネット裏部分を除き下部のみ完成していた。引き続き執り行われた同日夜の照明点灯式にはファン15,000人が詰めかける。
- 1957年7月24日 - 広島対阪神戦で球場開き（ナイター）。試合では選手はみな固くなり当時の二枚看板、長谷川良平と備前喜夫が共に阪神打線の猛攻を許し、1 - 15で大敗した。
- 1958年4月30日 - 第2期工事完了。内野スタンドの増設により、観客定員は24,500人に増加。
- 1959年 - レフトスタンドの最上段に木製の日よけ設備を設置。これに、西日対策として企業の垂れ幕を取り付けた。
- 同年10月 - 伊勢湾台風の被災により水没した中日スタヂアムで予定されていた「中日対広島」の2試合（中日主管）を被災地復興支援試合として、当球場にて代替開催（後述）
- 1964年6月30日 - この日広島市民球場で開催された広島対阪神戦で、阿南準郎のプレーをめぐる抗議で2時間30分の中断の末中止となり、この決定に怒ったファンが防球ネットや放送ブースなど場内の施設を破壊。修理を要するため、翌日と翌々日に予定されていた試合が中止された。
- 1977年 - 外野スタンド増設。観客定員は31,726人に増加。
- 1978年 - 1957年の開場以来、初となる外野芝生の全面張替を行った。またスコアボードの大時計を、シチズンから贈呈された長方形(縦2.6 m、横4.3 m)のものに変更する。この時計には内部照明が取り付けられておりナイター時の視認性が改善した。さらにブルペンにも時計が設置され、コーチが腕時計で時間を確認する必要が無くなった。
- 1980年 - 広島東洋カープが、初めて広島市民球場で日本シリーズ優勝を達成。
- 1982年 - 球場周囲の園路の整備が行われ、球場外壁が、濃い緑から明るいベージュ系の色へ塗り替えられた。
- 1984年5月 - 西日対策として、レフトスタンド後方に設置されていた木製の日よけ設備を、可動式大型広告板へ換装。
- 1987年 - 1985年以来の内野席二層化工事が完成。1986年のシーズンは三塁側のみに2階席を増築。1987年に残った一塁側とネット裏の2階席が増築され全面竣工した。またこの際、内野の照明塔は鉄塔式からポール式となった。観客定員は31,984人に増加
- 1993年 - スコアボードを移設し電光式に。外野の照明塔もポール式になった。
- 1994年 - 外野フェンスの改修によりラバーフェンスとネットフェンスの繋ぎ目にあった段差を解消。
- 1994年7月14日 - 一塁側ブルペンに津田プレートが設置される。
- 1994年10月 - 広島アジア大会野球会場のひとつとなる。
- 2004年10月30日 - 同県出身の奥田民生によるアコースティックライブ「ひとり股旅スペシャル@広島市民球場」が行われ、初めて球場がコンサートに使用された。
- 2005年 - スコアボードの得点表示部分・選手名表示部分をフルカラー表示の発光ダイオード（LED）へ換装。なお、大型ビジョン（アストロビジョン）は従来の放電管式を維持した。
- 2005年7月 - 広島市長が、広島市民球場の後継施設となる新球場を広島市南区東駅町に建設することを表明。
- 2008年9月28日 - 最後のセントラル・リーグ公式戦（通算3182試合目）となる対ヤクルト戦が行われ、6-3で広島が勝利。
- 2008年12月6日 - 広島市民球場お別れイベントとして「カープOBオールスターゲーム」を開催。
- 2009年1月19日 - 津田プレートが新球場に移転のため取り外される
- 2009年3月 - 広島市民球場で最後のオープン戦4試合を開催。

7日・対東北楽天ゴールデンイーグルス、8日・対千葉ロッテマリーンズ、14日・対東京ヤクルトスワローズ、22日・対阪神タイガース
- 2009年4月1日 - 「広島市民球場」の正式名称をMAZDA Zoom-Zoom スタジアム広島に委譲し、当球場は「旧広島市民球場」と改称。その後、旧食堂スペースに旧日本銀行広島支店で展示されていた折りづる展示スペースが移動する。
- 2010年3月31日 - 一般向け利用を含めたグラウンドでの催事を一時終了。折りづる展示スペースは継続。
- 2010年5月1日 - 同年7月31日までの暫定利用を再開。
- 2010年6月22日 - 開場期間を1ヶ月延長し、同年8月末の閉場が決定。
- 2010年7月25日 - 高校野球公式戦として最後の試合となる広島県大会準々決勝2試合が実施される。
- 2010年8月30日 - 球場の設計図などの資料が、広島市公文書館に移動する。
- 2010年8月31日 - プロ野球広島カープのOB選手と地元の大学生で記念の交流試合を行う[16]。17時過ぎに「旧広島市民球場」の看板が撤去される。
- 2010年11月29日 - 解体作業に着手[17]。
- 2010年12月20日 - 重機による本格的な解体作業を開始[18]。
- 2012年2月28日 - ライトスタンドの一部を残し、解体。
- 2022年6月2日 - 残るライトスタンド部分の解体作業を開始。

## 設備

### フィールド
阪神甲子園球場やほっともっとフィールド神戸と並び、プロ球団の本拠地球場としては現在では少なくなった天然芝球場（ファウルゾーンを除く）である。両翼91.4メートル、中堅115.8メートルという外野は、プロ球団の本拠地球場の中では一番狭かった。
このフィールドの狭さは、球場完工式に引き続いて行われたナイター設備点灯式に招待された小西得郎がすぐに指摘しており、本塁打の出やすさと相まって本球場の大きな特徴であった。

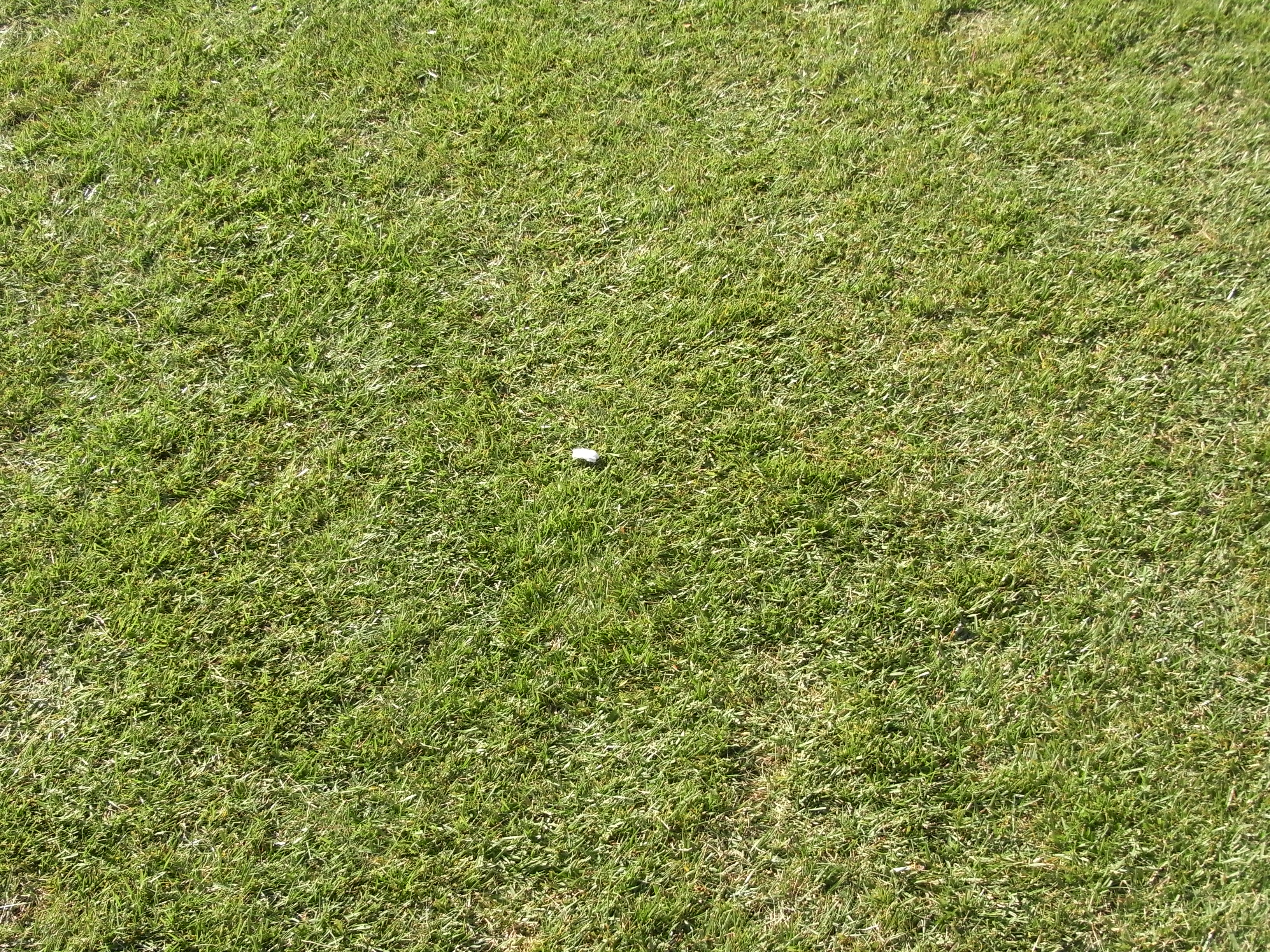
天然芝
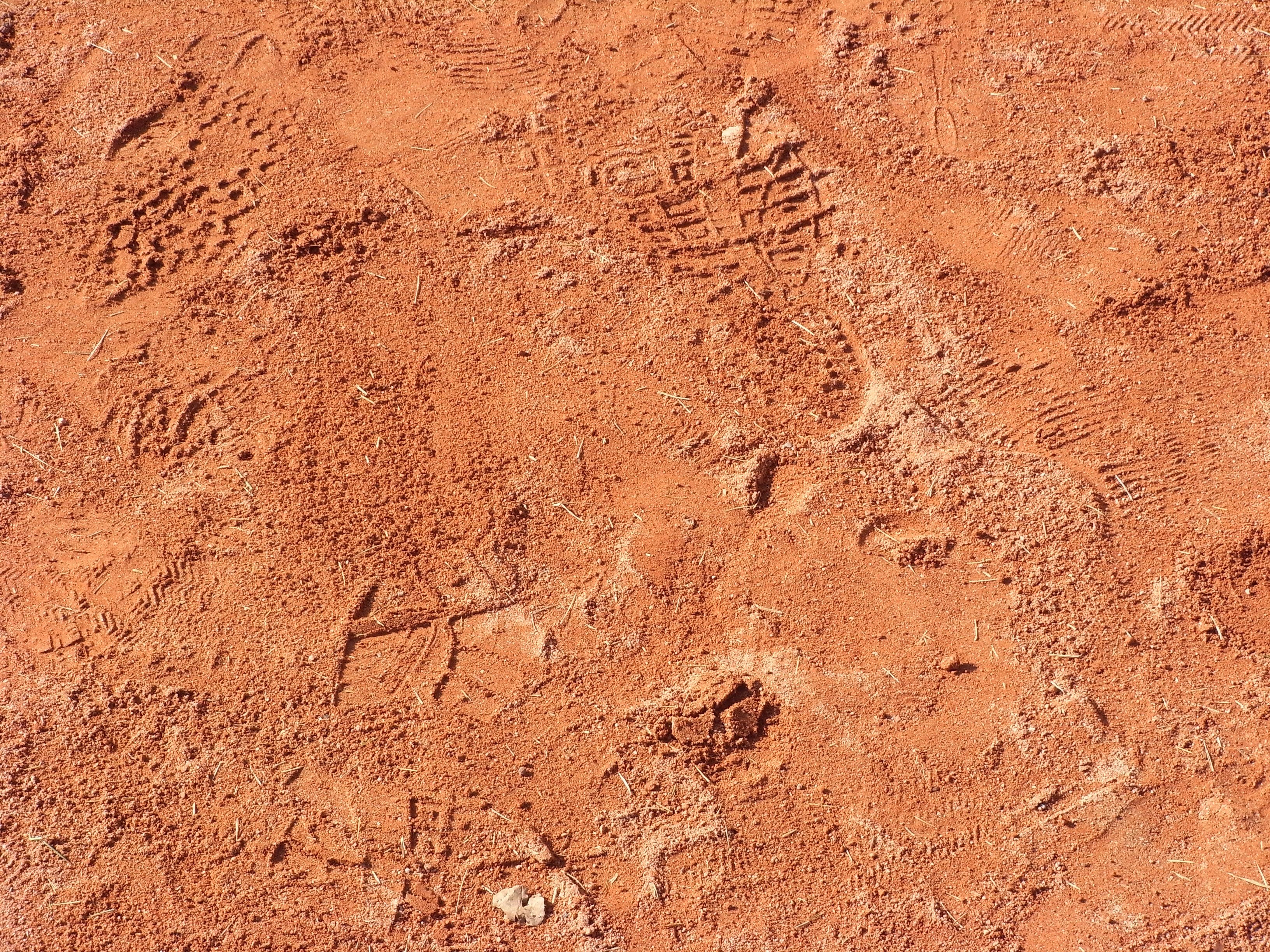
外野フェンス際のアンツーカー

### 客席
1986年に改修された、内野スタンドは二層式で収容人員約20,000人、外野は収容人員約12,000人、計32,000人ほどを収容できるとされた。また、内野の上層スタンドがかかる同下層スタンドの一部を除き、屋根はなし。内野の客席は、ほとんどが背もたれの付いた独立式（一部はベンチ式）、外野の客席は全てベンチ式であった。外野スタンドの左中間と右中間の一部に外野指定席を設定していた。

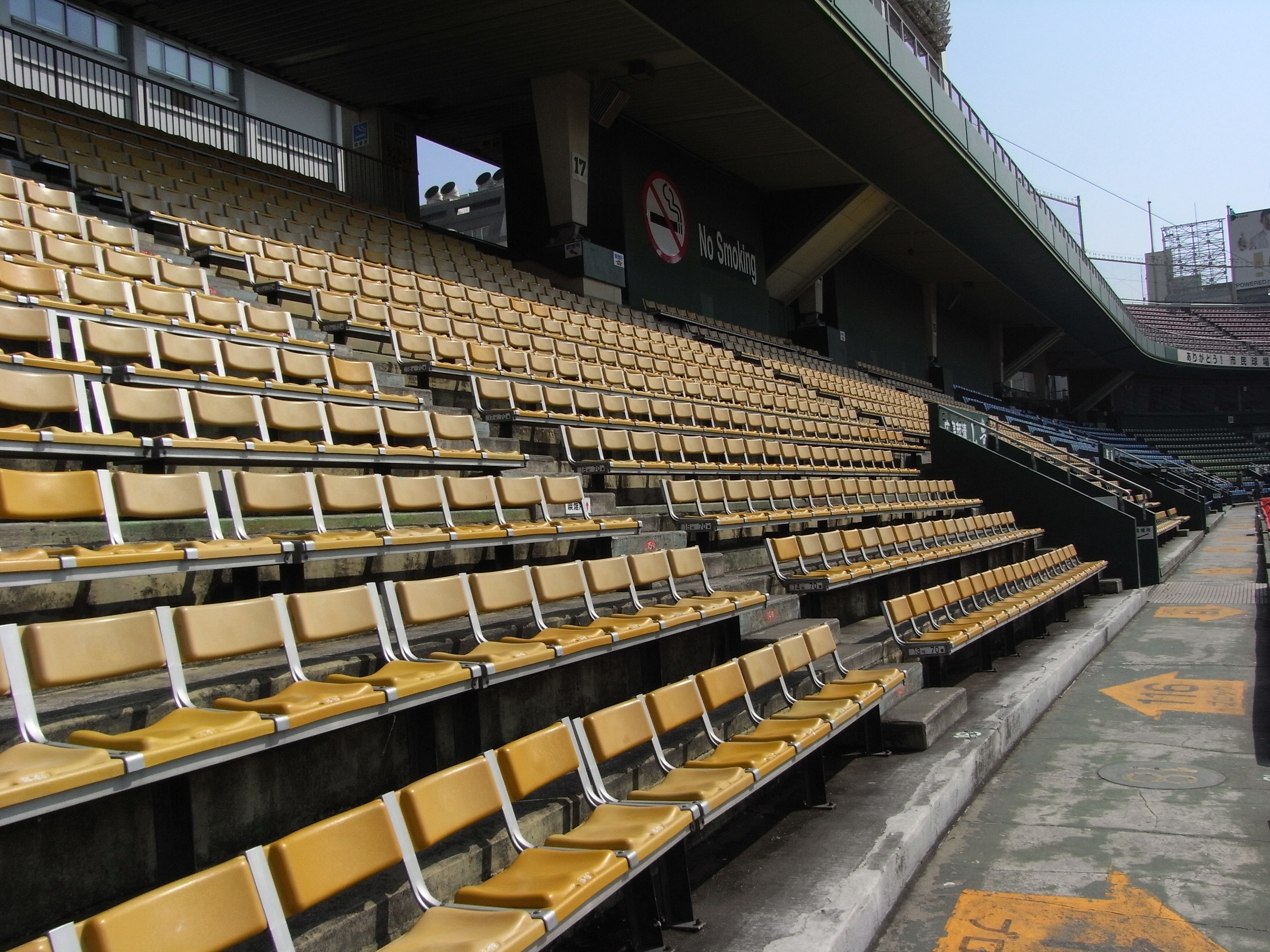
内野指定席1
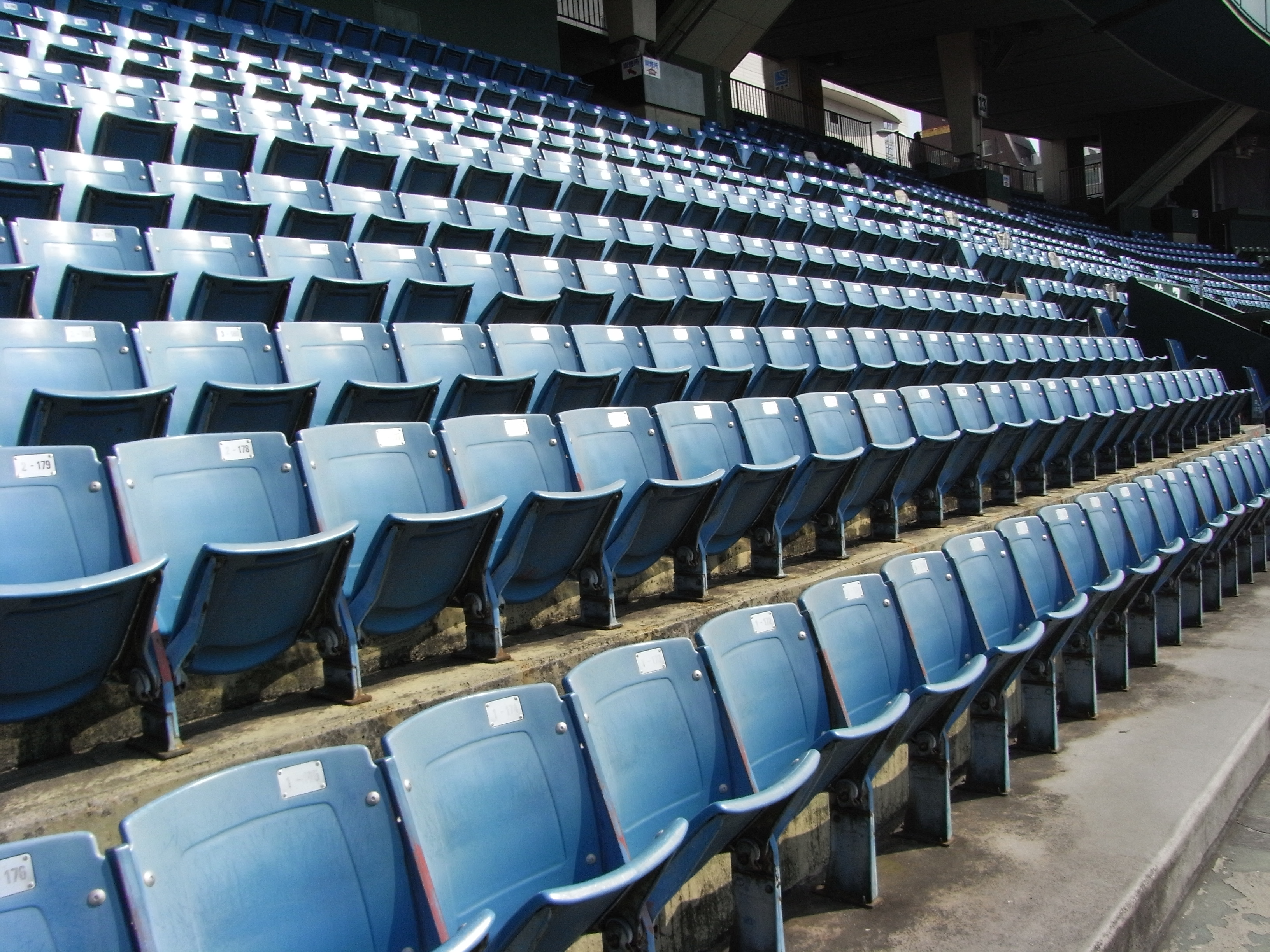
内野指定席2
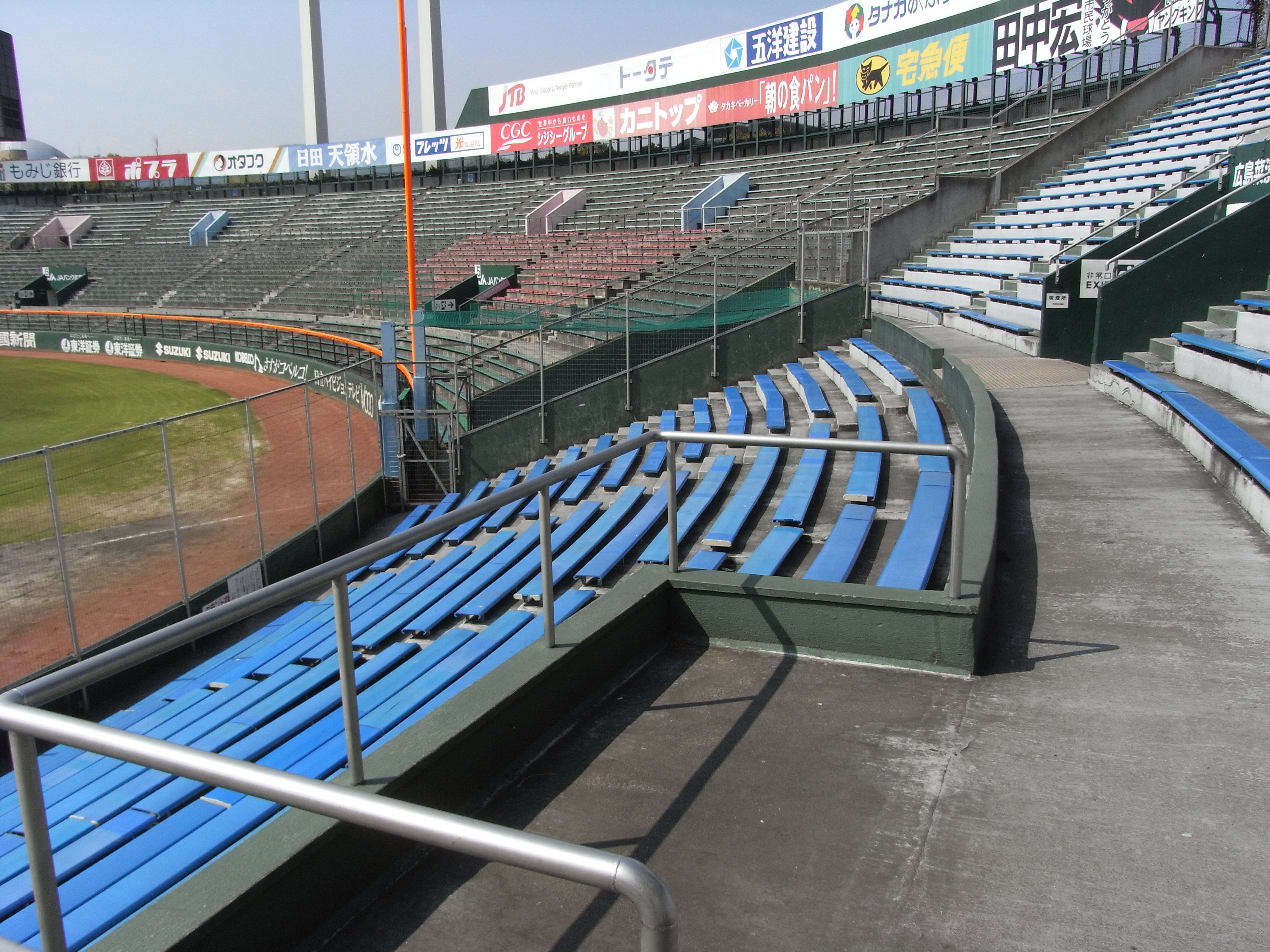
内野・外野自由席

#### 内野2階スタンド

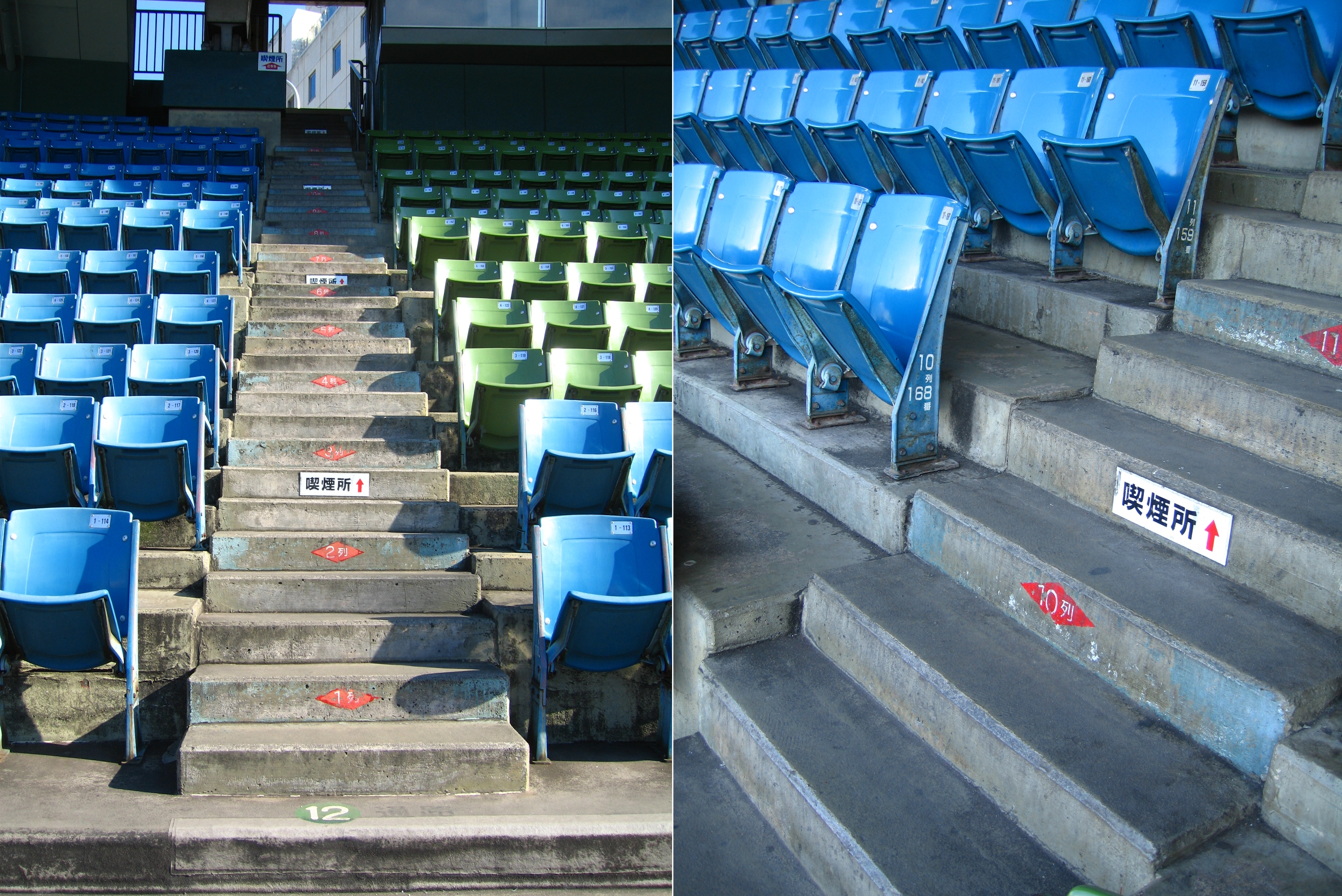
（左）2階スタンドに上がるには、まず1階スタンドの階段を登る必要がある。
（右）段差は不揃いで階段幅も小さかったため、躓く観客が多かった。

本球場の大きな特徴が「増設された内野2階スタンド」であった。1980年代に入って内野席の拡幅が検討され始めたことに伴って、それによる座席数の減少を防ぐため、内野2階スタンドの増設が決まった。
しかし、1層式のスタンドの球場が主流の日本で、後になり、2階スタンドが1階スタンドの上に増築された例は他にない。建設当初の設計には、2階スタンドの増設に必要な建物強度など織り込まれていないためである。本球場では、2階スタンドと既存スタンドの基礎部分を建物剛性面を配慮したことにより一体化し、さらに予想される重量増による地盤沈下に対応するため、基礎の設置面積を拡大すること等、様々な工夫を凝らすことで対応した。1985年から、オフシーズンを工事期間とし、約2年の歳月をかけて、1987年に2階スタンドは完成した。
内野2階スタンドは、従前からの1階スタンドを通過しないと辿り着けないアクセス面の不備や、最前列に設けられた横通路を行き交う観客でグラウンドへの視界が遮られることや、既存スタンドの強度が配慮された結果、重量がかさむ屋根が設置できなかったことなどから人気は低迷した。客席稼働率は25%程度にとどまり、さらに値段が高いバックネット裏付近のA指定席にいたっては17%程度しか売れず、カープ球団は後々まで集客に苦労することになる。元々1層式スタンドとして設計された球場であったため、改修にも限界があった。
こうした教訓は、後のマツダスタジアムのコンコースを中心としたアクセス面の設計に反映された。

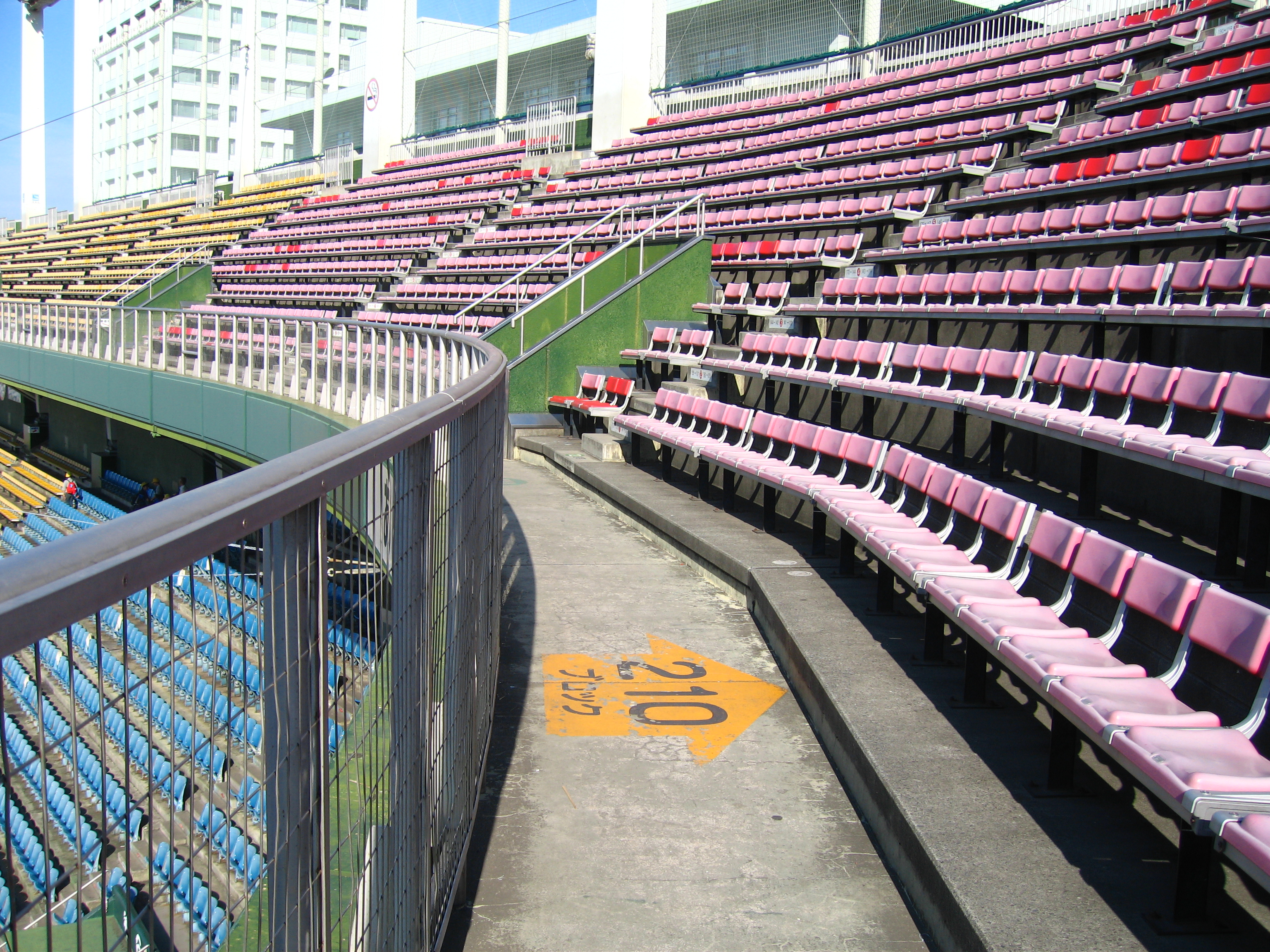
2階スタンド
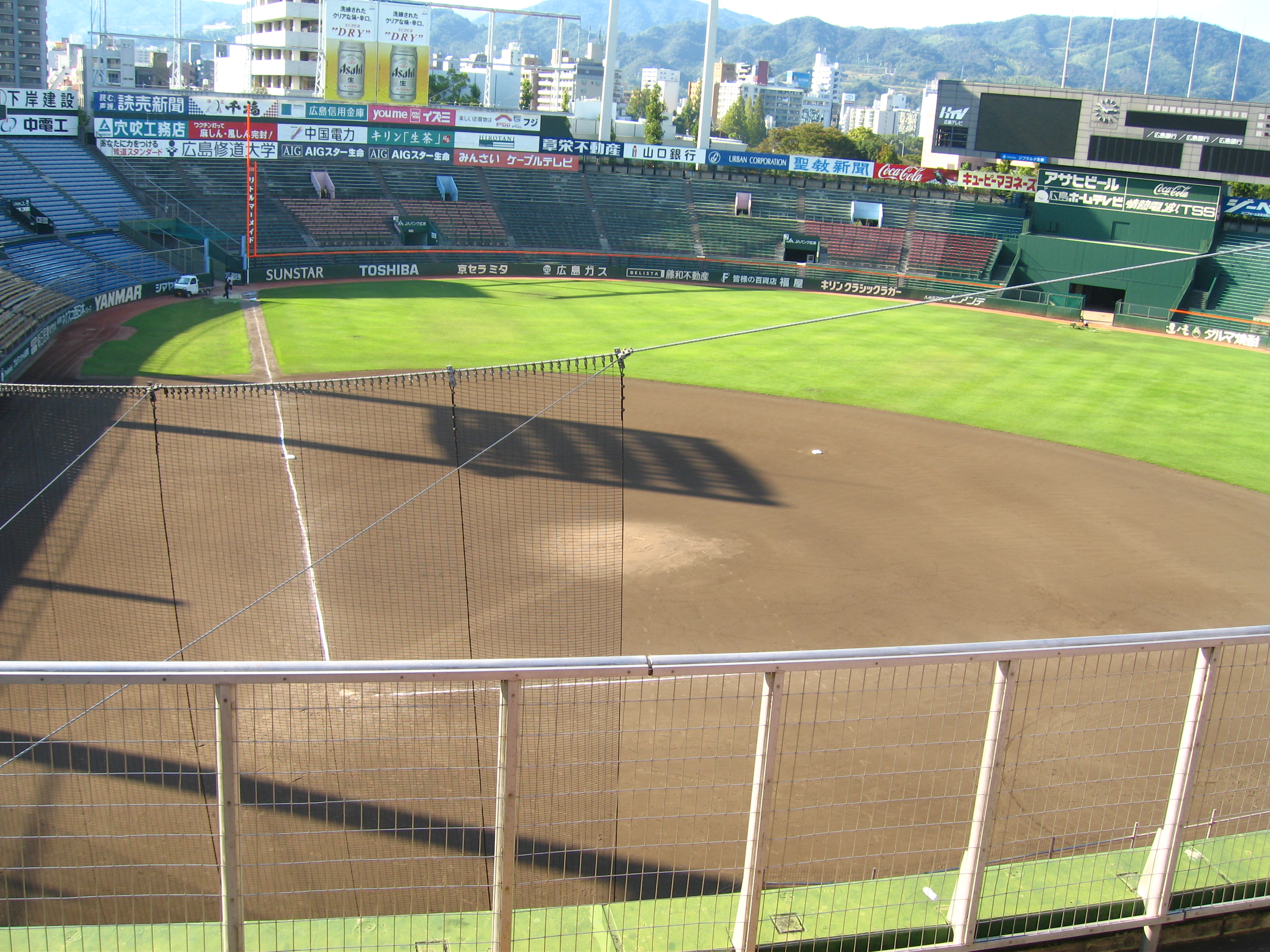
2階スタンド A指定席からの眺め

### スコアボード
以下、特に断りのない限り広島東洋カープ主催試合を基本とした説明である。
開場当時から1992年までの35年間使われた初代のスコアボード（右中間に設置）はパネル式。最上段は開場当時は大時計のみであったが、後に両サイドに中国放送の広告を設置した。打順表示はイニングスコア部を挟んだ両サイドにそれぞれのチームの出場選手名を表示していた。また表示方式にも特徴があり、現在の打者をランプ（信号灯）で、出塁している走者は打順ランプの外側を囲うネオン管を点灯させて表示していた。またスコアボード棟の内部は3層構造でクーラーも無く、夏場は涼むためスコアボードのパネルを空け、係員が涼をとっていた（のちにスパイ容疑が掛かることになる）。中央に得点掲示板、その下に審判団・カウント表示・打率及び本塁打数表示、下段には他球場の途中経過（セ・リーグのみ）と次回試合日程が出ていた。パネル式時代のスコアボードは最大16回までと合計得点、安打、エラーを書き記すことが可能だったが、スコアが見づらくなるという理由から晩年は合計得点を表す「R」部分には表示をしていなかった。
1994年のアジア競技大会開催に合わせて1992年オフに総工費約50億円を掛けて改修を行い、1993年からスコアボードは中堅バックスクリーン上に移設され電光式となり、松下電器産業製の大型映像装置「アストロビジョン」も一体化して設置された。しかし旧来の放電管方式だったため保守部品の消耗が早く、設置から10年を経過してそれらの入れ替えもままならなくなった。例えば2004年、グレッグ・ラロッカが打撃練習した際、メンバー表の表示画面にボールが直撃、3週間以上そこの部分だけ何も表示されず、例として緒方の表示が「緒_」、または木村拓が「木村_」となっていた（“_”は空白）。2005年にLED式に改装され、ポジションの数字が大きくなり、ネーム部分は幅がやや狭くなった。表示部は1993年以来の配置を踏襲し、横スクロールで左翼側に映像装置、右翼側に得点（10回まで）と出場メンバー表示ができるようになっている。また打者はもちろん、塁に出た走者に対しても白地の文字が黄緑色で表示されるという他球場にはない特徴も、パネル式時代の表示方式を踏襲し続けている。スコアボードの得点表示部は、電光化当初は「青地に白文字」で表示していたが、放電管の消耗が著しくなった2000年頃から「黒地に白文字」に設定を変更して点灯部を減らし、放電管の負荷を軽減させていた。LED式に改装後は以前と同様「青地に白文字」に設定を戻している。
電光化以降、スコアボードの球団名は「〜ズ」などのチーム名表記ではなく、頭の地名あるいは日本語での略称（「阪神」など）を使用している。そのためセ・パ交流戦では北海道日本ハムファイターズが「北海道」、千葉ロッテマリーンズが「千葉」、福岡ソフトバンクホークスが「福岡」など、マスコミが多用する企業名表記とは違う表示だった。2006年からは北海道日本ハムファイターズは「日本ハム」、東北楽天ゴールデンイーグルスは「楽天」の表記になった。東京ヤクルトスワローズはこれまで通り「ヤクルト」だった。なお、元中日ドラゴンズのトマス・デラロサの表示方法は、「デ ラ ロサ」であった。なお、審判員の表示部は設置されていない。広島主催試合では試合前の先発メンバー発表時にビジョンの画面上で表示し、試合中の表示は一切行わない。

### 可動式広告板

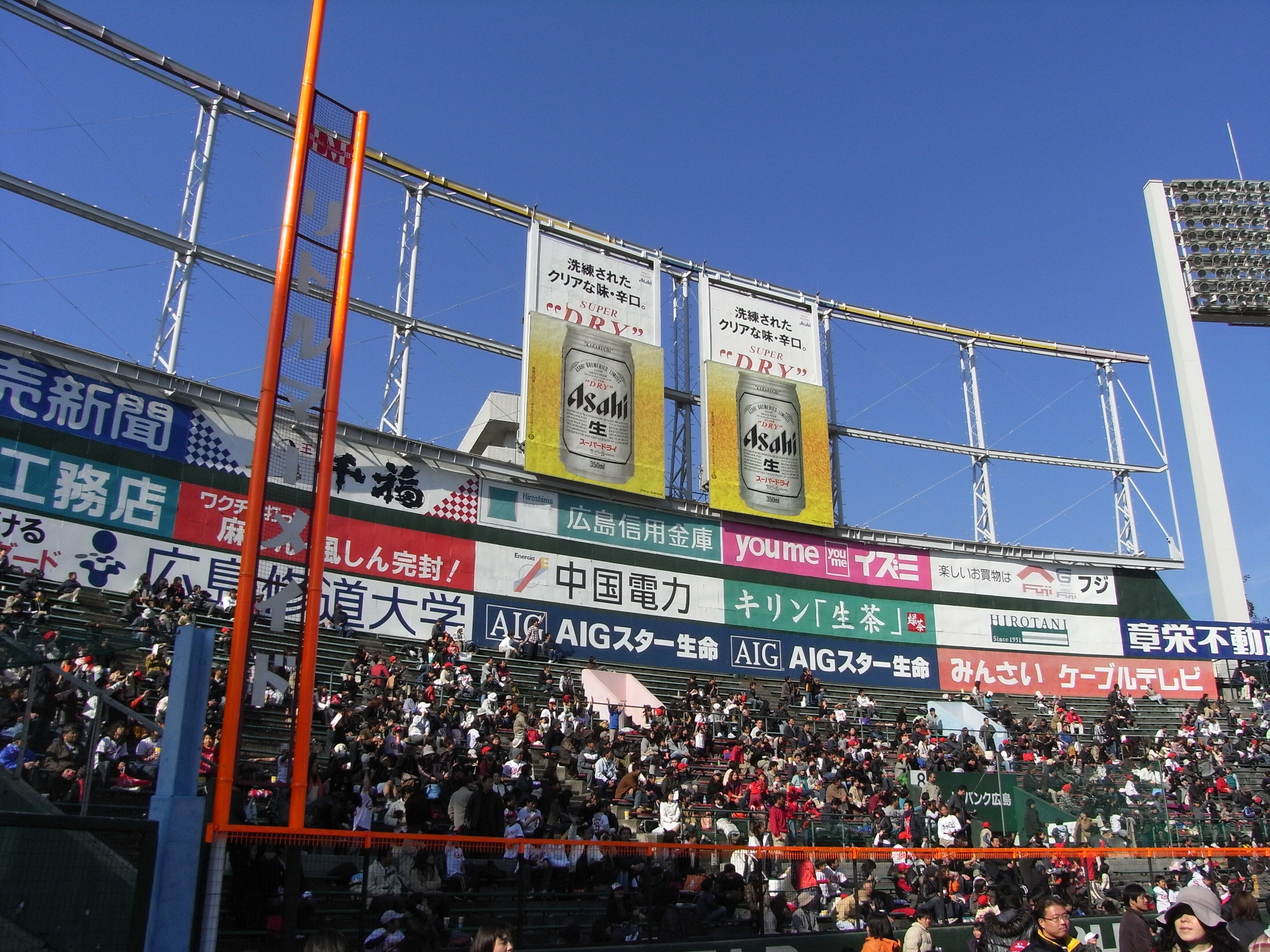
可動式広告板「ムービングボード」

当初の建設計画においては、本塁は北西に置く計画であったが、建設省から「文化施設のそばに正面玄関が位置することになり騒音上好ましくない」（当時、児童文化会館が建設予定地北側に存在した）、「外野スタンドの裏側がメインストリートに面し、背を向けるのは景観上好ましくない」などとの注文を付けたため、設計は変更され本塁は南南東に置かれることになった。そのため西側のレフトスタンド背後に沈む太陽の直射日光が打者や捕手のプレー、特に三塁側からの送球に対する一塁手の捕球を妨げたり、ホームチーム側の一塁ベンチを直撃するようになった。
こうした問題点は建設当時の広島市助役が「選手としてはやりにくいのは私もシロウトではないからよくわかっているが、建設省がこれでやれと言うのだから仕方がない。」と漏らす等、早期から認識されており、そのため完成当時は一塁側・三塁側のどちらのベンチを使用するか、ルール上の選択権がホームチームにあることを利用し、デイゲームではホームチームの広島が三塁側ベンチを使用することがあった 他、ナイトゲームでも太陽が完全に沈むまで試合を開始しない措置がとられることもあった。
1959年にはレフトスタンドの最上段に木製の日除け設備が完成、これに企業広告を兼ねた垂れ幕を張ることで、試合に支障をきたすほど深刻な問題となっていた西日の影響を緩和することが出来るようになった。
この日除け設備は、1984年に可動式の大型広告板「ムービングボード」へと発展した。

### 場内アナウンス・効果音
以下、特に断りのない限り広島東洋カープ主催試合を想定した説明である。
場内アナウンスは試合前の両チーム先発投手の紹介の際、名前・背番号のみならず、その投手のシーズン成績（その時点まで）を「○○投手は□試合目の登板、○勝△敗セーブ□でございます」のように読み上げる。これはかつて市民球場に大型映像装置など情報を表示するための設備がなかった頃から続けられているものであった。2007年までは試合前だけでなく、継投の際にもアナウンスが行われていたが、2008年からはビジョンに勝敗とセーブを表示するようになったため、アナウンスは省略された。
広島・相手の選手に関わらずホームランが出た時には球場独特のファンファーレが鳴る。ほぼ10年周期で曲が変わり、2004年まで4代にわたって使用された。1980年頃まで使用されていた初代ファンファーレは、ホームランとカープ勝利時に鳴らされた。また、試合開始時と7回裏の開始時（ラッキーセブン）には当時のホームランファンファーレをアレンジしたファンファーレが鳴り、その後アナウンスが流れた。この初代ファンファーレは、2020年12月31日まで笠松競馬場の重賞ファンファーレに使用されていた。1982年から1992年まで使われていた2代目ファンファーレが特に有名であった。1993年、スコアボードを電光式にリニューアルした際に3代目ファンファーレに一新され、その後広島の選手専用の4代目ファンファーレを導入。3代目は相手選手にのみ使われるようになった。なお、2005年以降は鳴らなくなった。

### 放送ブース
放送ブースはバックネット裏（グラウンドの最前列）と、1階席と2階席の中間の2箇所に設置された。
テレビの中継でも頻繁に映っているバックネット裏のブースはラジオ放送用に使われ、選手のプレーを間近で見る形で放送することとなり一塁寄りから順番に第1放送席から第4放送席まである。第2放送席はNHKが、第3放送席はRCCが所有していた。
なお、球場の排水設備が充分ではなかったため、グラウンドから流れ出る雨水がラジオ放送用ブースまで侵入してくることもしばしばあった。ある時、RCCの上野隆紘は、大雨で床が水浸しになった放送ブースから解説者の石本秀一を背負って運び出したこともあったという。

### 照明設備

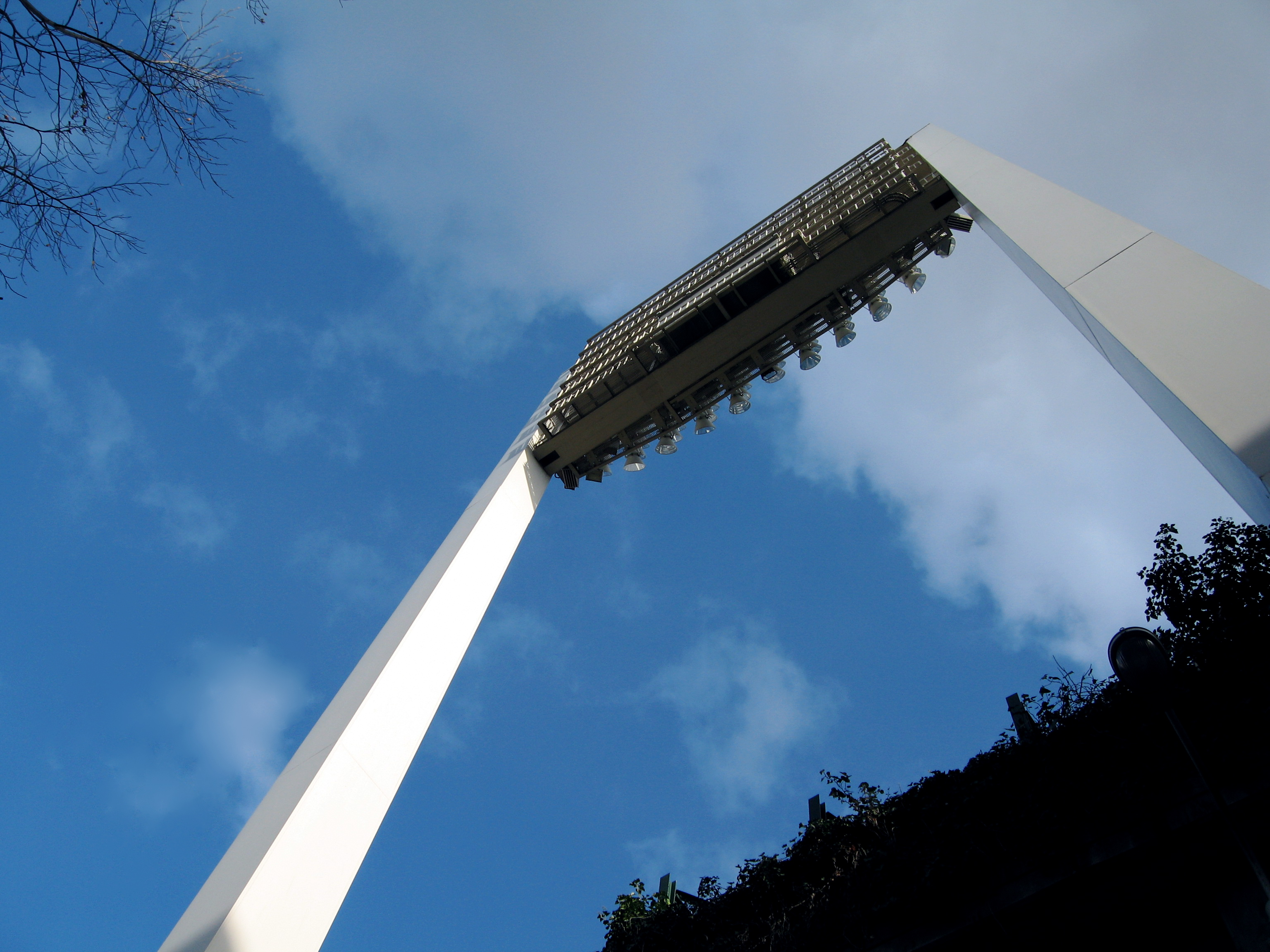
照明塔（2006年1月）

- 1957年の開場当初は支柱がスタンドにせり出す形での鉄塔式であった。1基あたり高圧水銀灯234個、白熱電灯414個を備え、「230万燭光の明かりを持ち、甲子園より明るい球場」と謳われたように、当時としては先進的なもので、球場の最大の売り文句になっていた。投捕間の最大照度は1300Lx[27]。
- 1986年から2年かけて行われた2階席設置工事に伴い、死角を作っているスタンド内の支柱を外し（1986年に三塁側、1987年に一塁側、1993年に外野席側も）、スタンド後部に支柱を置く鉄柱方式に変更された。1基あたり高圧ナトリウム灯246個、メタルハライド灯396個を備えた。投捕間の最大照度は3073Lx。
- 2009年4月以降もナイター設備はそのまま残ったものの、経費削減のためナイター用電源は使えないようにされ、夜間開催はできなくなった。

## トピックス
- 原爆ドームや広島平和記念公園に近く、原子爆弾が広島市に投下された8月6日（原爆忌・平和記念日）は市民球場の「休場日」であった。これは同日が広島市の条例で定められた市職員の業務休止日であり、それに伴い市民球場も休場日になることによる。カープは同日、開場年の1957年と翌1958年の2シーズンは市民球場で主催公式戦を開催していたが、前述の事由や式典開催による市内中心部の交通事情の問題などもあり、翌1959年以降、同日に主催試合が組まれた場合は福山市の福山市民球場や尾道市のしまなみ球場などで行った。
  - ただ、被爆60周年にあたる2005年頃から「原爆の日に市民球場で公式戦をして欲しい」という意見が市民やファンから寄せられていた。「市民球場は広島市の復興のシンボルであり、カープの試合を通じて平和の喜びをかみしめたい」などといった事がその理由である。こうした意見を受けて2007年夏、市は広島球団に対し翌2008年、市民球場最終シーズンである事に因み、同日の市民球場での公式戦開催を要請した。球団側も「原爆の日に、市民球場で試合が出来るのは最後のチャンス。（記念式典で）全国から多くの方が集まる日でもあるし、日程が取れればやりたい」と前向きであり、実現すれば応援団にトランペットや太鼓など鳴り物の自粛を呼びかける方針も決まっていた。結局、同日の広島はビジターの対阪神戦（京セラドーム大阪）となったため実現には至らなかったが、新球場移転後の2011年8月6日に広島市で53年ぶりの公式戦（対読売ジャイアンツ戦）を開催することになった。なお旧市民球場最後のシーズンである2008年からは、ピースナイターとして、8月6日前後の主管試合で、戦争の記憶を風化させず、世界平和を訴えながら、カープの繁栄の歴史を後世に伝えるためのキャンペーンを実施している。
- 球場が開場した1957年、カープはオールスター戦まで32勝26敗と健闘したが、オールスター戦後は7月22日に球場が開場したにも関わらず、22勝49敗と大幅に負け越してしまった。そのため市民の間で、「ナイター球場には何か祟りがあるのではないか」と噂されるようになってしまった。当時、球団代表の河口豪も知り合いの神職から「この球場の左翼あたりは原爆により多数の市民が爆死した場所だから、その霊を慰めるよう神に祈願をかけなさい」とアドバイスを受けたため、1958年以降、シーズン前に広島護国神社、厳島神社へチーム全員が参拝必勝祈願することが恒例となった[28]。
- 屋根がないために雨天中止・順延の可能性があり、球場史の終盤においては日米野球など日程の詰まっている大会では市民球場の使用が敬遠される傾向にあった。また1995年を最後に市民球場でのオールスターゲームは行われなかった。2002年の広島主管に相当する試合は松山坊っちゃんスタジアムで開催され、かつ地方開催のため日本野球機構の主管開催となった。なお、2009年に新球場で開催された。
  - また、1959年9月に発生した伊勢湾台風の影響で中日スタヂアムが水没したため、その復旧作業の都合上開催できなかった中日主催の広島戦2試合を10月にダブルヘッダーで開催した。このシリーズは広島主管の3連戦（うち1日はダブルヘッダー）が組まれていたものに追加したもので、復旧・復興のための義援金を募っている[29]。
- 1960年代にサッカーのJSL東西対抗戦が1966年（第1回）・1967年（第2回）のそれぞれ第1戦の会場として使用された。
- 甲子園、ナゴヤと並んで野次が汚く、観客のマナーの悪さで有名で[30][31]、金田正一は、ブルペンの上から頭に弁当箱や小便をかけられたりしたことがあると話している[30]。

### トラブル
- 旧広島市民球場では2回、トラブルによる試合中止が発生した。

1. 1964年6月30日の対阪神タイガース戦において、広島の阿南準郎が送りバントで一塁走者を進塁させた。ところが審判が一度フェアと判定したバントを、ノーバウンドの小フライとし、二塁へ進塁なしのアウトと判定をくつがえしたことで試合が紛糾した。このプレーをめぐって、広島側が抗議。試合の続行を求めたものの審判が選手の健康管理上の問題やファンの交通移動などの問題などから試合を打ち切った。しかしこれに怒ったファンが抗議し、グラウンドに乱入し、球場施設を破壊するなどしたため、7月1日、2日に開催する予定だった残りの2試合を含む3連戦の開催は取りやめられた。
2. 1975年9月10日に行われた対中日ドラゴンズ戦では、試合終了時のクロスプレイをめぐる三村敏之と新宅洋志の乱闘の影響でファンが球場に乱入。やはり球場の施設が破壊され、中日の選手・コーチが負傷する事態が起きた影響で9月11日の試合も取り消しとなった[31][32]。当日、9月10日は当時中学生だったタレントの風見しんごもグラウンドに乱入し、中日の選手の複数に砂をかけるなどしている[33][34][35][36][37]。約8年後、歌手となった風見が『ザ・ベストテン』（TBS）に出演した際に、その時のお詫びをしたいとスタジオから電話で星野に詫びたというエピソードがあり、星野も「何か小僧に砂をかけられたことは覚えているよ。そうか、あんときのガキゃぁお前じゃったんか!!（あのときのガキはお前だったのか!!）」と語った。また『近代映画』でも対談が組まれ、風見が星野に直接謝罪した[37]。
この前7月26日の同じカードの折り返し・中日スタヂアム（当時）の試合では、ナイター照明の一部が故障し、復旧作業を急いだものの間に合わず中止（ノーゲーム）となった事例があり、自然災害以外のトラブルで同じカードが1年で2度中止になる珍しいケースともなった。

- 以下はトラブルによる試合中断である
  - 1990年5月12日の対巨人戦の試合途中、バックネットに黄色い忍者装束の男がよじ登り、グラウンドに向け『巨人ハ永遠ニ不ケツデス!』『ファンヲアザムクナ!』『天誅!悪ハ必ヅ滅ビル!』と書かれた巨人を揶揄する垂れ幕をぶら下げ、更にはグラウンドに向かって発炎筒を投げつけ、巨人ベンチに向かって手裏剣を投げるという椿事が起きた。試合は中断し、男は広島中央署員に威力業務妨害で現行犯逮捕され、10分後に試合は再開した[38]。調べに対して男は『桑田問題など最近の巨人は許せない』などと供述していた。男は当時39歳東広島市在住で、職業は農業だった。

### 命名権導入の検討
2006年6月、広島市に常石造船（現ツネイシホールディングス）が市民球場のネーミングライツ（命名権）購入を申し出た。希望額は年間2億円。この他イズミ、章栄不動産も市民球場のネーミングライツの購入を申し出た他、7月に広島郷心会がマツダに対し、ネーミングライツ購入の提案を行うなどの動きがあった。市はネーミングライツを導入するか否か、市議会や市民の意見などを聴いた上で検討作業を開始。そして2007年春、市は同年シーズン後半からネーミングライツを導入する方針を一旦内定し、より具体的な検討に入った。
しかし、同年が市民球場の開場50周年にあたることもあって、市民・ファンの関心がより高まりつつある中で、ネーミングライツ導入に対する慎重論が強まりつつあった。さらに、仮に導入に踏み切ったとしても、契約期間は新市民球場完成までの僅か2年弱に限られる点が大きなネックとなり、広島市も「歴史の重みと市民の愛着の強さを感じる。“市民球場”という名称に愛着が深く、市民の関心が想像以上に盛り上がっている中で命名権を導入するのは難しい」としてネーミングライツ導入は見送ることとなった。

### セ・リーグ試合開始遅延記録
2007年9月24日に行われた広島対ヤクルト第20回戦は降雨の影響で、試合開始時間が本来予定していた18時から1時間29分遅れ、19時29分に開始された。これはセ・リーグ公式戦の開始時間最長遅延記録である。
また、それに次ぐ遅延記録も当球場で、1994年8月20日の広島対巨人第21回戦が1時間27分遅れで開始されている。

### 相手チームのお別れ・追悼セレモニー
- 1985年8月17日の対阪神タイガース戦にて、その5日前に発生した日本航空123便墜落事故で犠牲になった中埜肇阪神タイガース球団社長を追悼するセレモニーが行われた。両チームの選手や首脳陣らが試合前に黙祷し、当日はスコアボード上にある広島・阪神両チームの球団旗を半旗にして試合を行った。なお、広島OBである竹下元章も同便に搭乗して犠牲になったが、こちらについて触れられることはなかった。
- 2007年9月27日の対ヤクルトスワローズ戦では、この年を最後に引退する古田敦也選手兼任監督が代打で登場。両軍のファンからエールを送られ、広島の応援団は古田の応援歌をトランペットで演奏、広島ファンは恒例のスクワット応援を行った。試合終了後、敵地では異例のお別れセレモニーも執り行われ、広島のマーティ・ブラウン監督から花束が贈呈された。セレモニー終了後には東京音頭が流れる中で古田がグランドを一周し、サインボールを36球投げ入れ、両軍のファンが古田の引退を惜しんだ。

### コンサート開催
市街地にある球場でもあり、騒音問題などを理由に、他の野球場では行われている大規模コンサートは当球場では開催を認められていなかったが、2004年以降3回ほどコンサートが開催されている。
広島市出身で大のカープファンとしても知られている奥田民生は、「ギター一本のアコースティックライブ」という自らのスタイルを主張して説得を続け、初の市民球場コンサート開催にこぎ着けた。このコンサートを行なうにあたり、球場側から「音量を制限すること」「グラウンドに観客を入れないこと」「20時までに公演を終了させること」の3つが条件として提示され、奥田側もこれを了承、2004年10月30日に『ひとり股旅スペシャル@広島市民球場』として開催された。なお、木村カエラ主演の映画『カスタムメイド10.30』はこのコンサートをモチーフとしたものである。
2007年8月9日には、球場開設50周年記念として、前年の2006年を以って終了したさだまさしによる平和祈念コンサート『夏 長崎から さだまさし』の広島版『広島市民球場開設50周年記念「2007 夏 広島から さだまさし」』が開催された。この日さだは本球場の50周年にちなんで背番号50の広島カープのユニフォームで登場、郷里で同じ被爆地・長崎からの想いを込めて「やっと来たぞ！」と叫び、喝采を浴びる。さだは奥田と違い通常のバンド構成でコンサートを行ったが、翌日球場長へ挨拶に行ったところ、平和祈念コンサートだったということもあってか「音の苦情は一件もありませんでした」と言われたという。この模様はNHK広島放送局制作で中国地方向けに、またBS-2で全国放送された。
新球場開場後の2009年8月には、テレビ新広島主催のロックフェスティバル『サウンドマリーナ』が開催された。広島市施行120周年記念事業として行われたもので、二塁ベース付近にステージを組み、内野グラウンドと内野スタンドを客席として開放して行われた。

### 広島市民球場時代末期

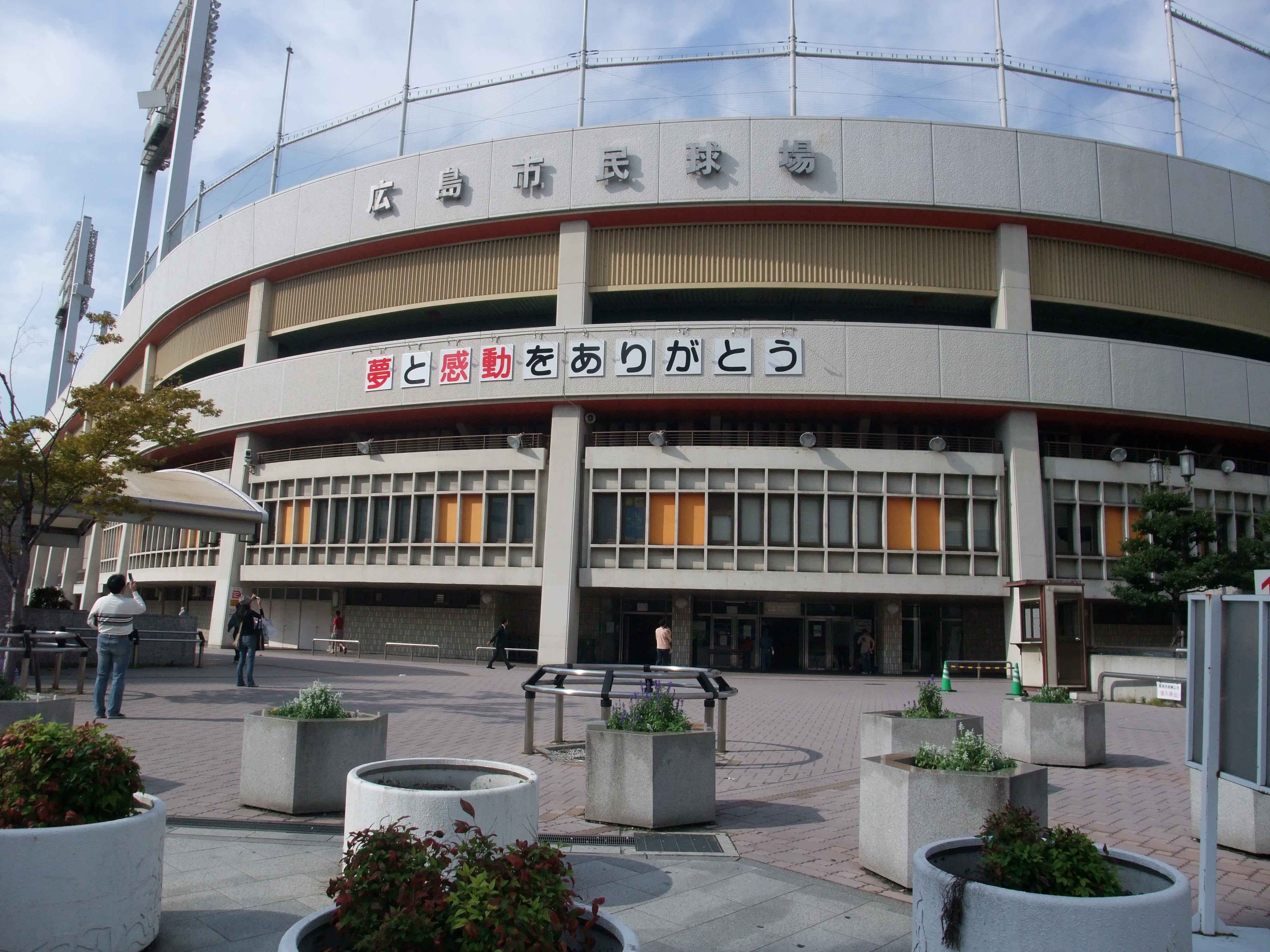
最後の年に掲げられたお別れメッセージ

2008年5月19日、広島市民球場の最後のイベントとして『ありがとう!! ベースボールフェスタ』を2008年12月6日に開催することが発表された。
当日は雪の舞う中、カープ創成期を支えた初代「ゴジラ」藤井弘から前年まで現役だった佐々岡真司に至る総勢56名のカープOBが古葉竹識監督率いる「チーム・カープ」、阿南準郎監督率いる「チーム・広島」に分かれ紅白戦が行なわれ、2万8千人の観衆が市民球場との別れを惜しんだ。
なお、2009年も3月にオープン戦4試合をこの球場で開催した。カープの市民球場最終戦は3月22日の対阪神戦で、駆けつけた大勢のファンが最後の別れを惜しんだ。
それに先駆け、同年2月27日に、場内レストランの営業を終了。最後の日は、メニューはカレーライスのみとなり、150食用意され完売した。3月29日には、プロ野球のチケット販売も終了。そして、3月31日午前中に「夢と感動をありがとう」の看板が、午後に正面上部の「広島市民球場」の看板が撤去され、広島市民球場時代を終えた。

### 旧広島市民球場改名後
2009年4月1日より、「旧広島市民球場」と球場名を改め、木製の看板が設置された。その後、正面部に手書きの看板が追加されている。
継続利用に当たり、経費削減のためにナイター照明の使用を取りやめている。広告看板も当初はそのまま使われたが、その後本体色で塗りつぶされた。
食堂などがあったスペースには、以前旧日本銀行広島支店で展示されていた、原爆の子の像に捧げられた折り鶴が展示されている。
マツダスタジアムでは芝の育成などの観点から初年度の一般利用を制限する方針もあり、当初の新球場完成時だった閉鎖の予定も延びたことで、当初予定では2009年10月いっぱいまでは現球場をJABA広島大会や全国高等学校野球選手権広島大会などに開放する方針を発表、球場跡地案の遅れより、2010年3月末に閉鎖予定が延期。2010年3月の市議会で廃止条例が否決されたことで、同年4月中の休止を挟み、予備費の活用で5月より利用を再開し7月末まで利用期間が再延期されている。2010年も高校野球の県予選で使用された。
2010年6月22日に、当初案の7月末閉鎖を8月末閉鎖に修正。その修正案が可決したことで、2010年8月31日までの使用。翌9月1日に閉鎖と決まった。
2010年7月4日に、閉場月の8月分の利用抽選が行われた。
2010年8月30日に、球場内に保管されてきた球場の設計図などの資料。広島市民球場時代の看板が、広島市公文書館に移された。色紙などは、閉場後の9月1日に移動した。
2010年8月31日、広島修道大学のスポーツサークルが企画したラストゲームが行われた。試合前には最後のスタジアムツアーなどが開催された。ラストゲームには、プロ野球広島カープのOB選手の池谷公二郎・達川光男・長谷部稔・安仁屋宗八・高橋里志などが招待された。試合中に、達川の「コンタクトレンズ紛失事件」などが再現された。試合は15時13分にゲームセットになった。試合終了後にOB会会長長谷部稔による「終球式」が行われた。17時過ぎに木製の「旧広島市民球場」の看板が外された。
2010年9月1日に、初代の広島市民球場は閉鎖された。
同年10月に備品のオークションが行われたのち、11月29日に球場の解体を開始した。2012年2月、旧ライトスタンドの一部を残して解体作業は終了した。
市議会の動きについては、#跡地利用に関する市の動きを参照のこと。

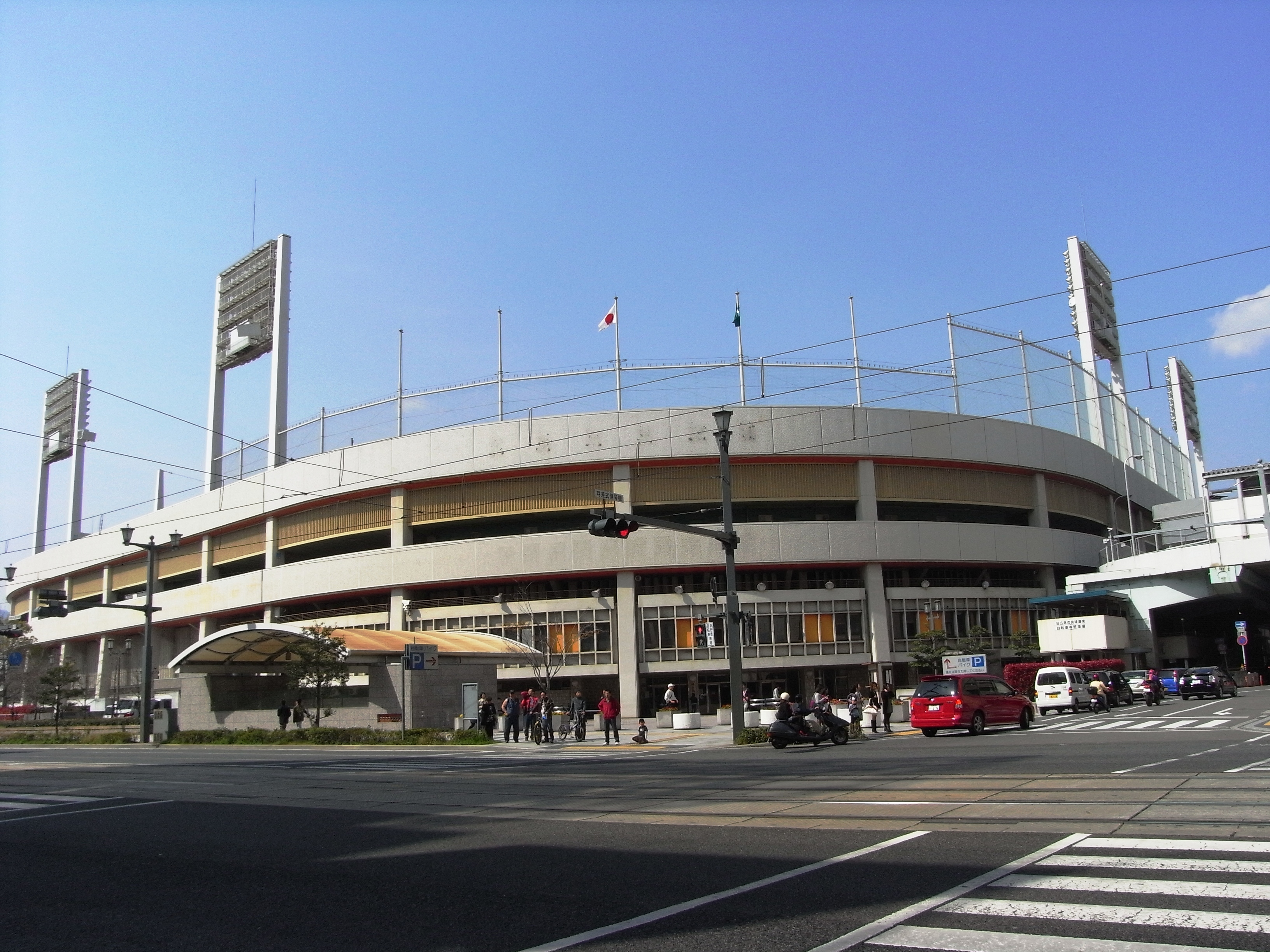
改名後の外観
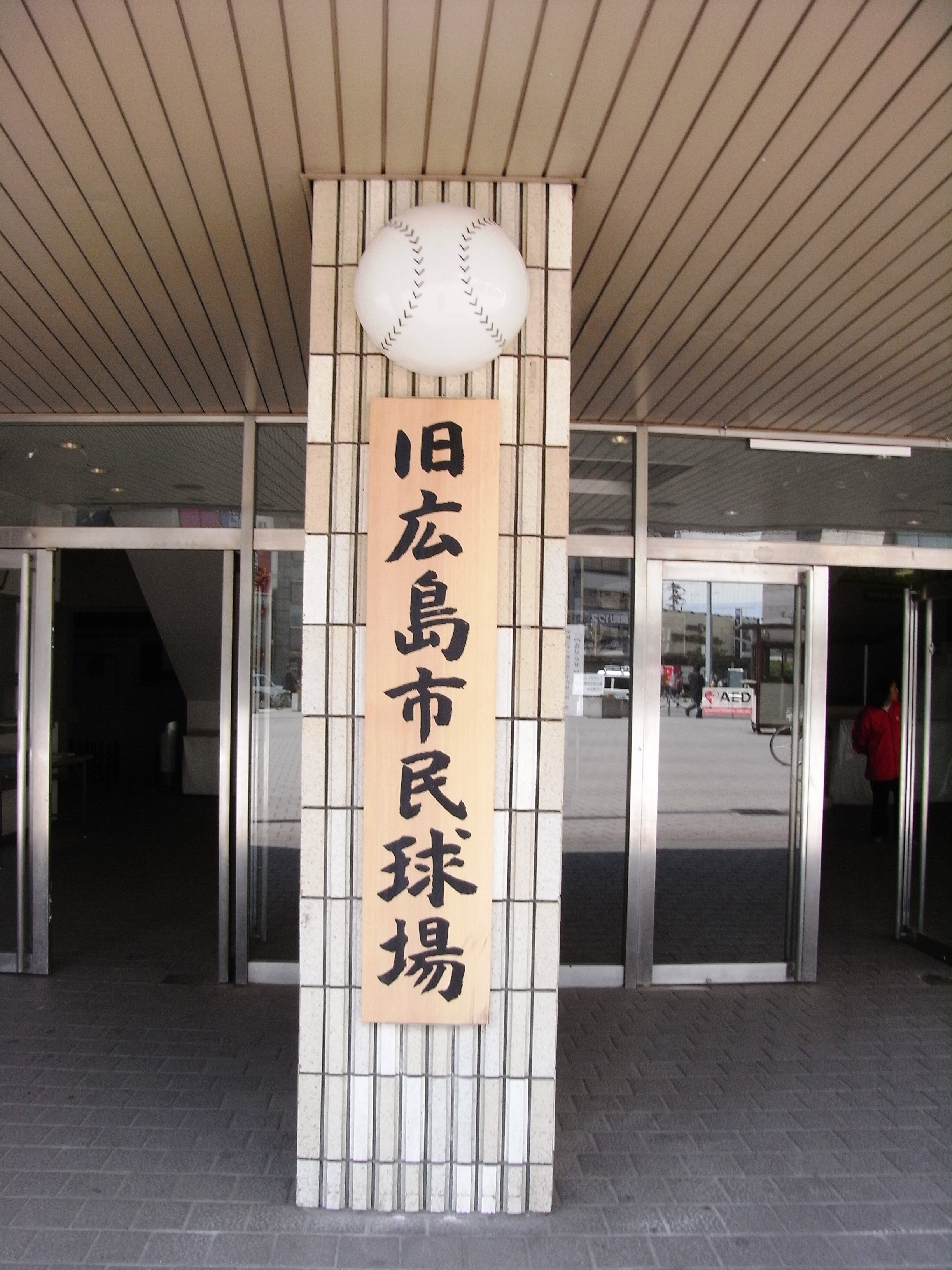
「旧広島市民球場」の看板
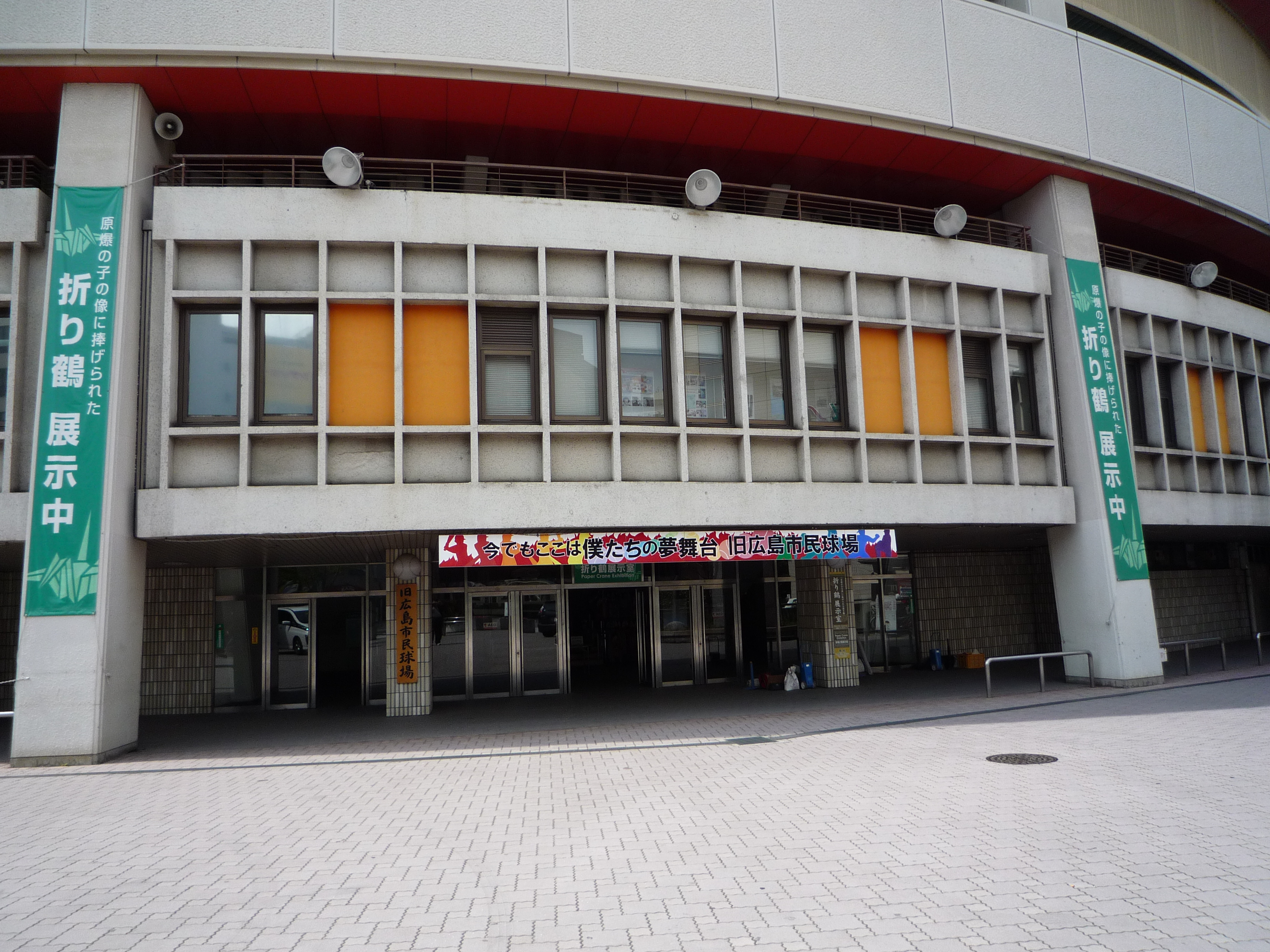
球場正面（2010年）
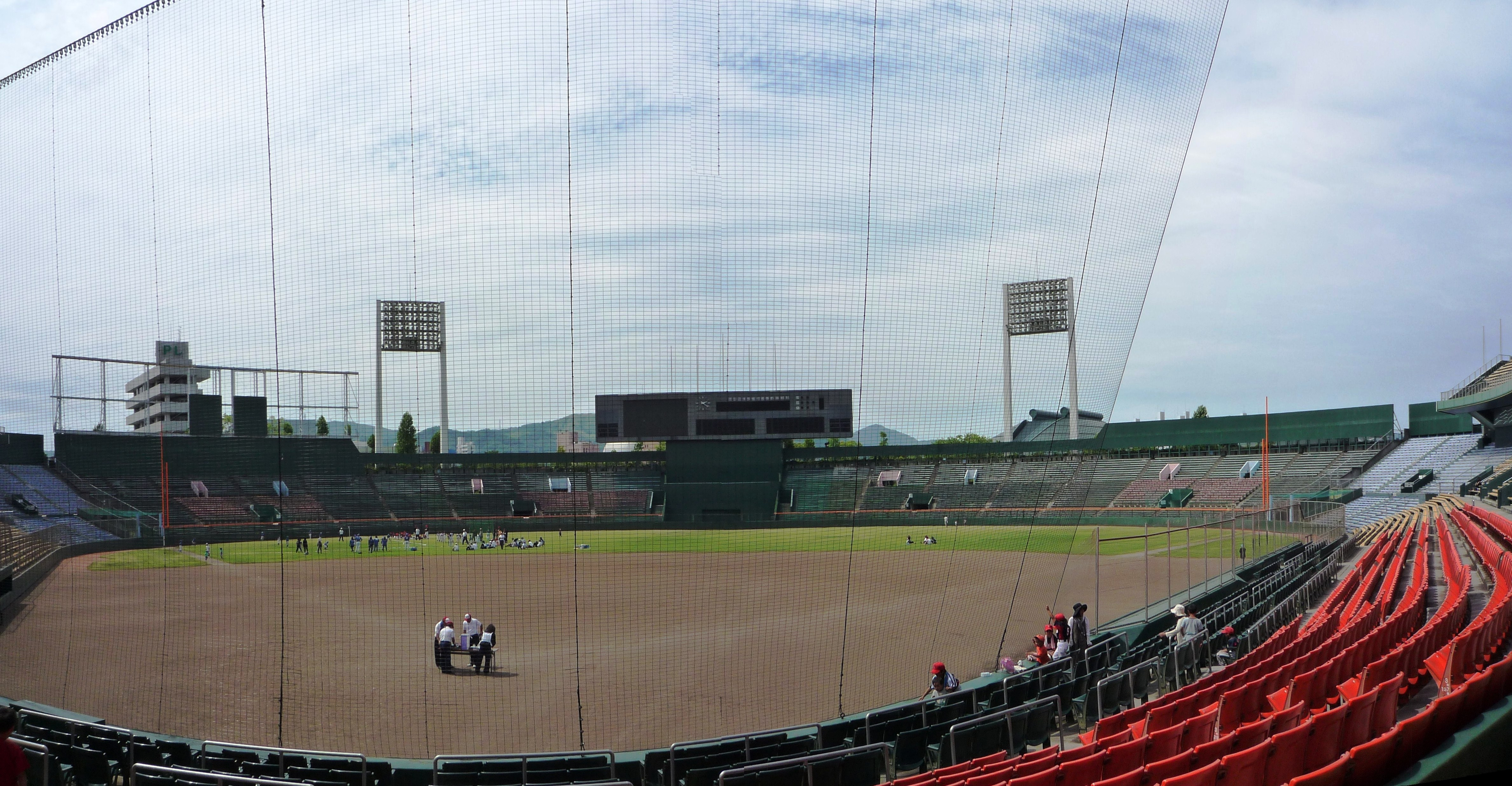
グラウンド全景（看板が塗りつぶされている）
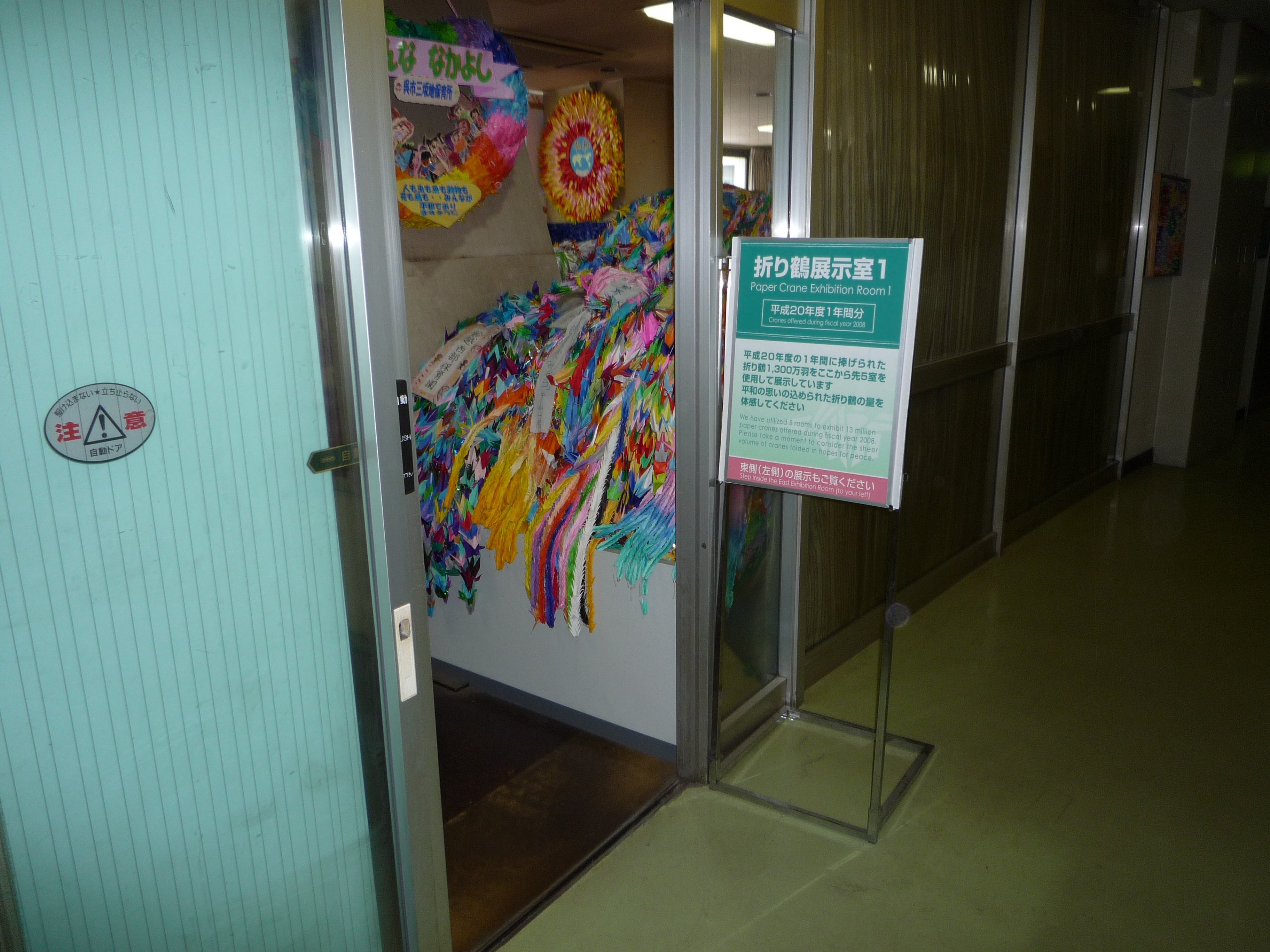
折り鶴展示スペース

## 立地
広島市の中心部にあり、旧太田川の左岸（東側）、広島市中央公園の敷地内にある。原爆ドームがある広島平和記念公園とは道路を挟んで向かい合っている。また、繁華街の紙屋町にも近く、そごう広島店、基町クレド、ダイイチ本店（後のデオデオ本店、現・エディオン広島本店）やシャレオ等の商業施設、広島県庁舎や広島市立広島市民病院等の行政機関も近かった。日本の屋外球技施設の中では数少ない都心に立地する球場であった。
市内の中心部でネットワークを作る広島電鉄の路面電車や、市北西部の住宅地まで延びるアストラムラインでの来場は便利である。また、高速バスをはじめ、市の内外に路線が延びる広島バスセンターの真横であり、出発時の僅かな隙間からでは有るが、球場内を見る事が可能である。一方、広島駅からは少し離れているため、JR西日本を利用した郊外からの観戦には若干不便である。球場閉鎖以前は新白島駅は未開業であり、当時の主な広島駅からの交通手段は路面電車（2号線・広電宮島口行と6号線・江波行で原爆ドーム前停留場下車）と、バス、タクシーであった。

### 球場周辺
球場の外には、カープに掛けた勝鯉の森（しょうりのもり）があり、日本一及びセ・リーグ優勝の記念碑がある。また、衣笠祥雄の連続試合出場記録を記念した石碑もその中にある。その他世界の子供の平和像も敷地内にある。
施設では、広島商工会議所や広島市青少年センター、ハノーバー庭園（ドイツ・ハノーバーとの友好を記念して作られた公園）、広島県立総合体育館（広島グリーンアリーナ）があり、建て替え議論の時には移転を含めて協議された。
戦前まで廣島護國神社がこの地にあった。広島市への原子爆弾投下で建物は完全に破壊されたが、鳥居は唯一残り、中国放送横に移設され、現存している。
勝鯉の森は新球場が完成しても現在の場所に保存される。

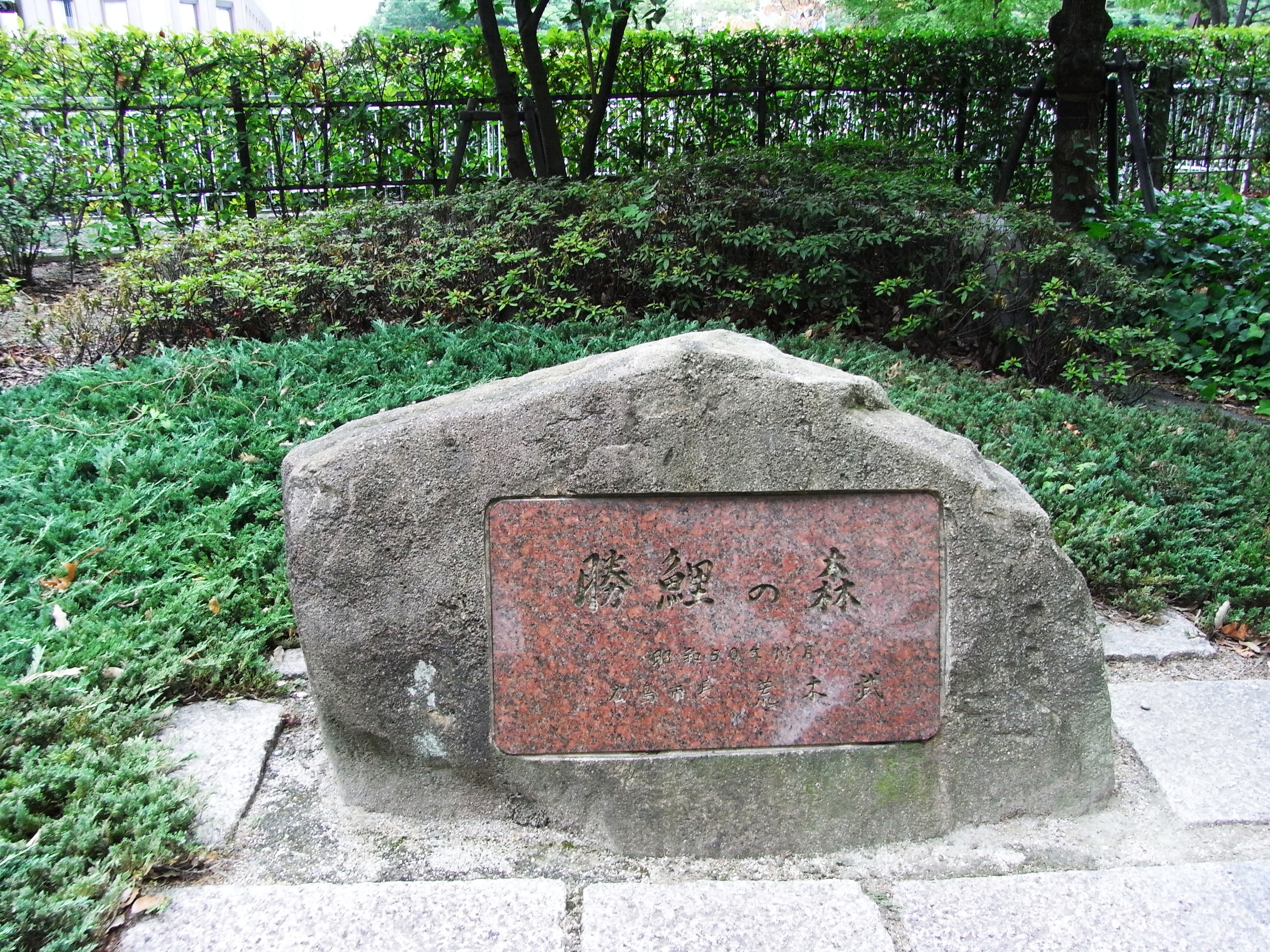
勝鯉の森の碑
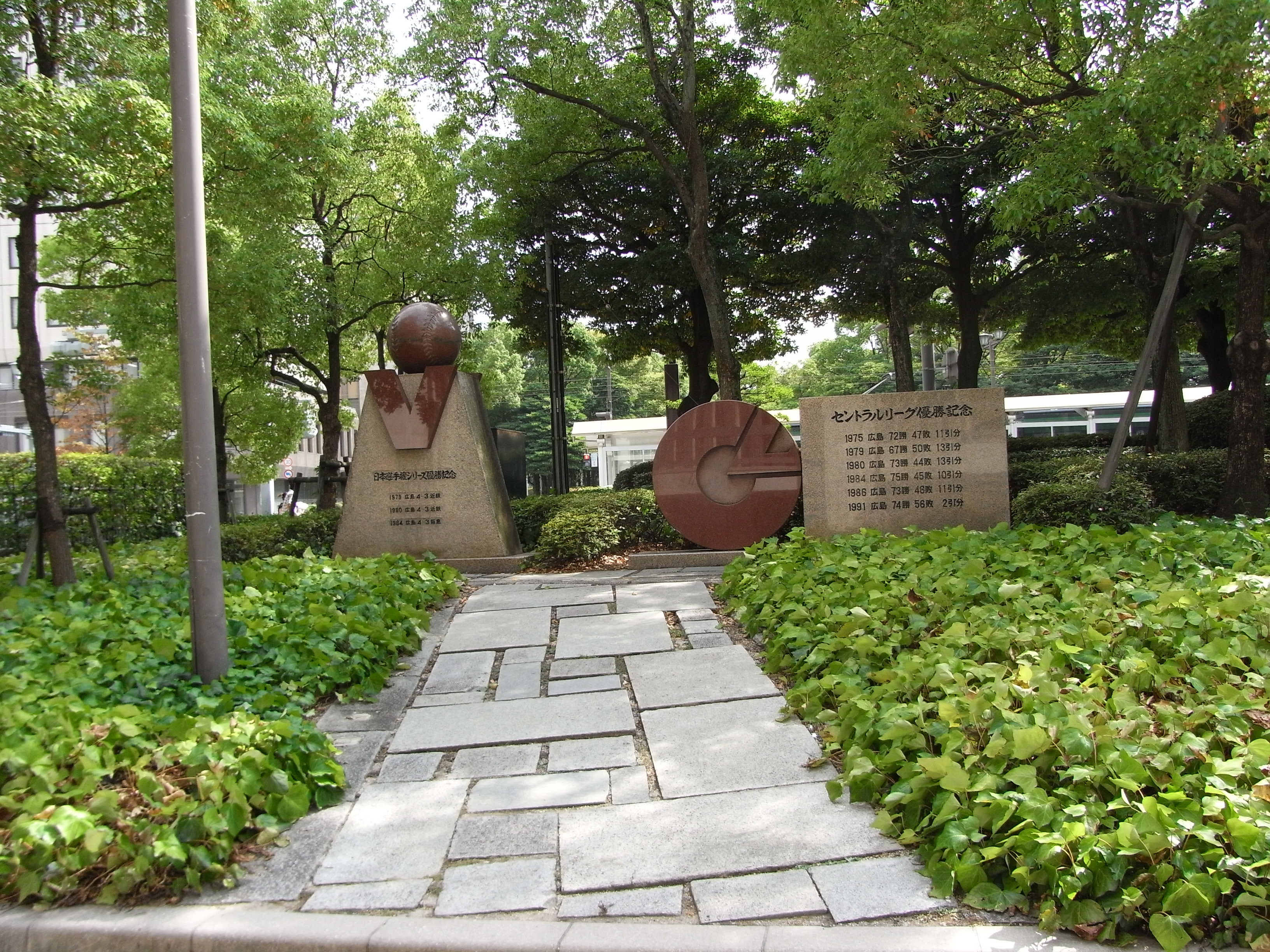
カープ日本一記念碑及びセ・リーグ優勝記念碑（写真の碑には2016～18年のセ・リーグ優勝記録が未反映）
衣笠祥雄 連続試合出場記録 石碑
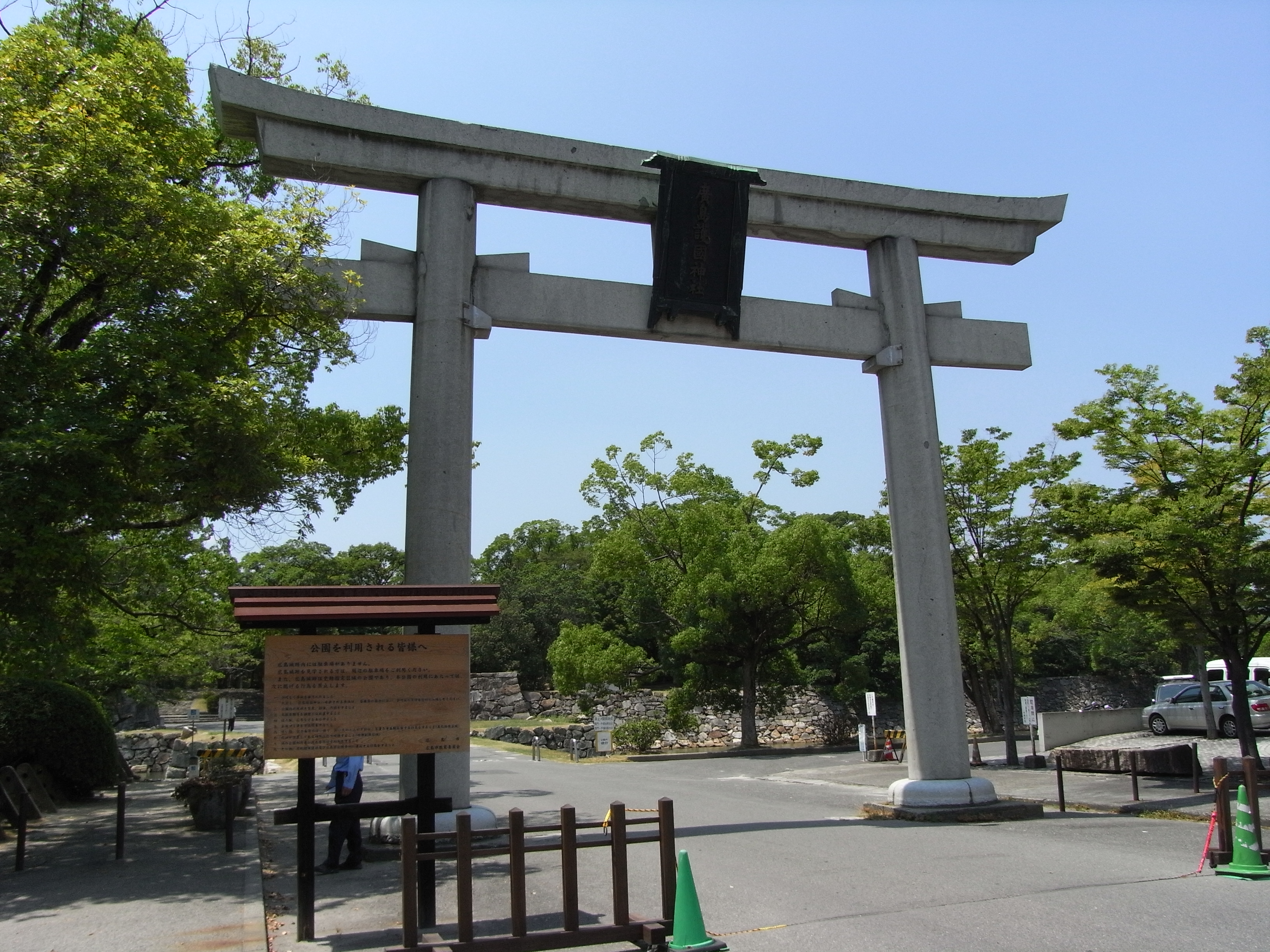
以前は市民球場の敷地にあった鳥居

## 跡地利用に関する市の動き

### 球場解体前

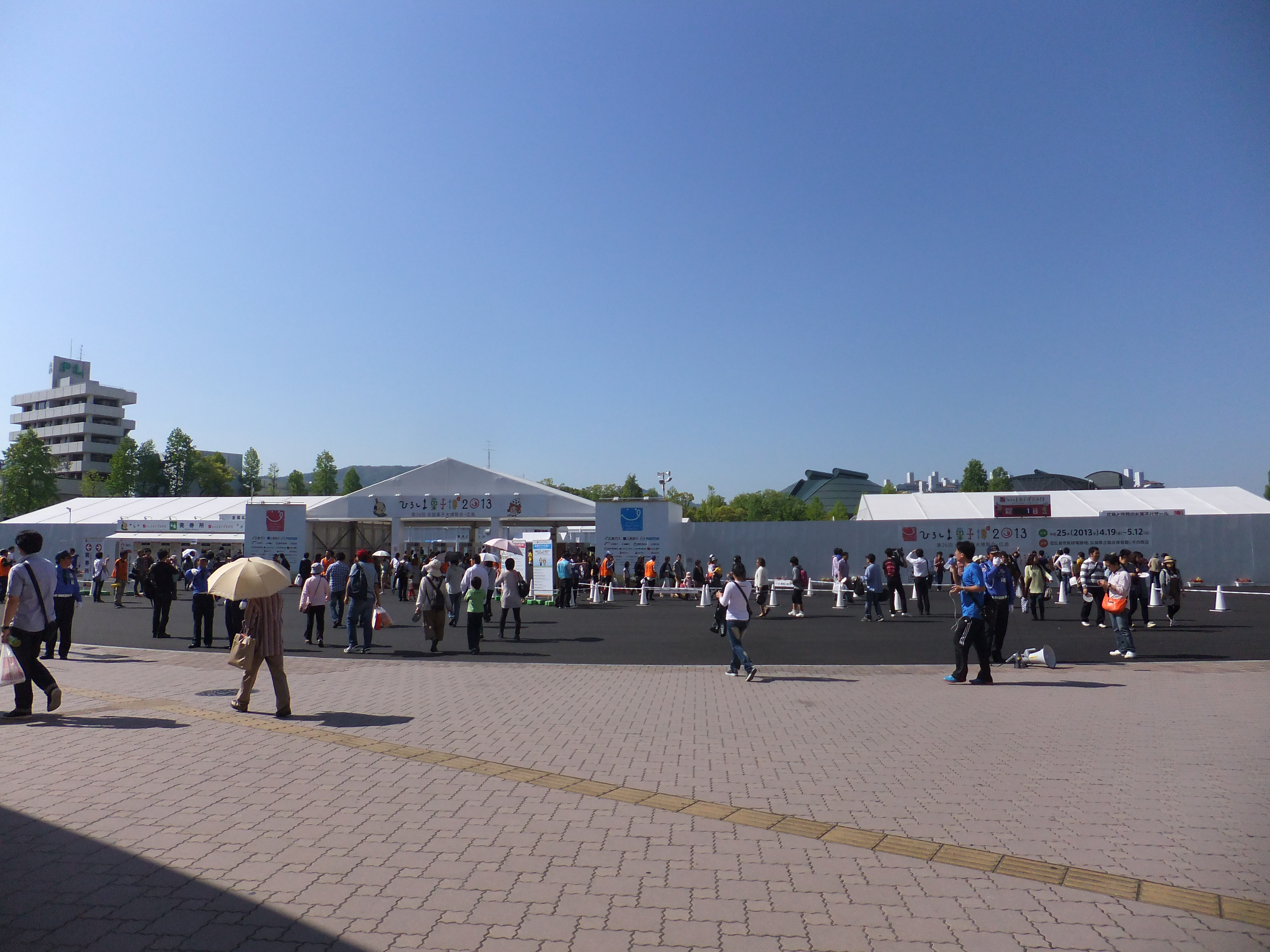
菓子博開催中の跡地

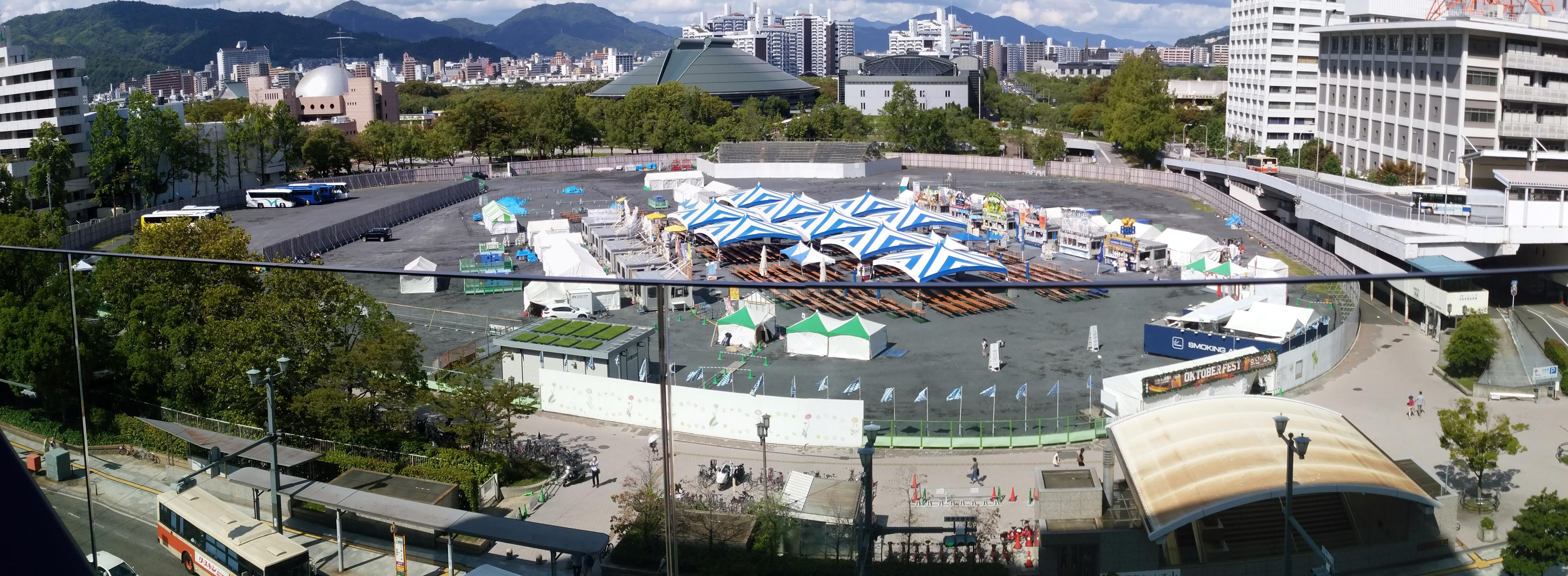
イベント中の球場跡地。おりづるタワーから撮影。写真左側（西側）は観光バスの駐車場として使用

この土地は、広島平和記念公園・原爆ドームの平和祈願地区、広島そごう・基町クレドなどの商業地区に接し、広島市中央公園の中にある広島の中心地で、現球場の集客人員に匹敵する年間150万人の集客が見込める土地利用とすることとした。ただし都市公園法の制限を受け、またこの場所が国有地であるため、建てられるのは文化施設・スポーツ施設・防災施設などに限定された。その中で、公園、サッカー専用スタジアムに改修しサンフレッチェ広島（サンフレ）のホームスタジアム化する計画、スポーツ広場、水族館、観覧車などさまざまな計画が挙がったが、世界遺産である原爆ドームに隣接しており、危機遺産への登録を回避するため、大型施設の建設は回避されるようになった。
まず2007年4月に「平和祈念堂」「ビオトープ型緑地公園」「多目的広場を中心とした都市公園」の3案から最優秀案を選ぶことが発表された。2007年8月23日、選考委員会は「ビオトープ型緑地公園」を一度は選んだものの、一部委員から「市民参加が薄い」と異議が出たため、最終的に「ビオトープ案」の他、「平和祈念堂案」を加えた2案を優秀案とし、最優秀案は「該当なし」とした（「平和祈念堂」は費用を寄付で賄うとしていたため現実性を担保出来ていなかった）。一部市民からは「一度は落ちた案を優秀案として復活させるのはおかしい」という指摘がなされたため、広島市は優秀案を提案した各事業者に対して、「周辺商業施設や商店街と連携したにぎわい創出などを求める」として2案の修正を要望した。
これに対して、2007年8月、選考委員会での協議が進む中、広島市中央部商店街振興組合連合会は「広島市が選考対象とした3案は、いずれも跡地にふさわしくない」とするアンケート結果を広島市に提出した。さらに2008年2月には、広島商工会議所が、球場跡地の一角に位置する自らの建物について移転を具体的に検討する考えを表明したため、同年8月、広島市は前年の選考委員会で選ばれた2つの優秀案に、商工会議所の提案を取り入れた球場跡地利用方針を発表した。この利用方針では、一塁側正面入り口側に商工会議所ビルを、一塁側外野側に劇場施設を設置し、折り鶴保存展示施設を公園の中心に据え、レストハウスを正面入り口付近に作り、球場は解体するというものだった。しかし、2009年4月に予定された新球場完成時期が近づくと、一部市民の間で「戦後の広島復興の象徴」として球場の保存・活用を希望する声が増え、2008年11月には解体反対署名（1万人分）が広島市に提出された。
2009年1月、広島市は球場跡地計画を発表した。球場解体の基本方針は変えないものの、優秀案にあった折り鶴展示保存施設の「保存」機能を取り除き、さらに前述した一部市民の声に応える形で、ライトスタンドの一部約3000席を「戦後復興のシンボル」として保存することとした。その年、広島市は2度に渡り、球場跡地計画具体化のための検討費用を当初予算案に計上したが、依然、折り鶴「展示」施設が含まれていることに反発した市議会は当該予算を減額した修正予算案を可決した。このように跡地計画の具体化が進まなかったため、当初は2009年9月末で予定されていた球場閉鎖は延期され、同年度末まで暫定利用が行われることとなった。
2010年3月、市議会3月定例会において、球場解体費用を認め、球場運営費を盛り込まない予算案が可決された。一方で球場解体に必要とされる球場廃止条例案は否決されたために、同年の3月31日で一時利用を終了した後に予備費などを使う形で、同年5月1日より一般利用が再開、同年7月31日まで暫定利用が延長された。6月には「子供達が同年の夏休みの間は球場を使える様に配慮して欲しい」との市民からの意見により、予定されていた閉鎖時期を「7月31日」から「8月31日」に延長した球場廃止条例案が市議会6月定例会に再提出され、可決された。
2011年4月14日、秋葉忠利に代わり広島市長となった松井一實は、旧広島市民球場跡地の利用計画を見直すことを表明。球場は予定通り解体する一方で、折り鶴展示施設等が含まれていた従来の利用計画は白紙撤回とすることを発表した。

### 跡地利用の開始
| 年                     | 開催 日数 | 来館者数 （人） | 備考                          |
| ---------------------- | --------- | --------------- | ----------------------------- |
| 公園使用許可要件緩和前 |           |                 |                               |
| 2013年                 | 26日      | 83万3600⇒       | ⇒うち約80万人が菓子博の来場者 |
| 公園使用許可要件緩和後 |           |                 |                               |
| 2013年                 | 33 日     | 41万2900        |                               |
| 2014年                 | 56 日     | 67万1300        |                               |
| 2015年                 | 61 日     | 75万5200        |                               |
| 2016年                 | 57 日     | 68万1200        |                               |
| 2017年                 | 59日      | 87万6400        |                               |
| 2018年                 | 55日      | 73万7800        |                               |

2013年4月-5月に跡地で全国菓子大博覧会が開催され、24日で約80万人が来場した。
かつて、跡地を含む中央公園のイベントは公共団体（国・県・市など）や公共的団体（町内会・NPO法人など）に対してのみ認められていた。しかし、博覧会の成功を受け、同年9月からは公共団体の後援・協賛などがあれば、民間企業主催でもイベントを開催できるようになった（公園使用許可要件緩和）。ただし、公共団体の後援等が得られないイベント（歌手のコンサートなど）、収益が開催経費を大きく上回るようなイベント、長期（約1ヶ月超）のイベントについては、本格整備まで使用を許可できないとされた。
2015年には跡地の一部で、暫定的に観光バスの駐車場としての活用も開始した。2016年5月27日のオバマ訪問時には、内閣総理大臣安倍晋三がヘリコプターで跡地に降り立った。
2017年8月には、国際オリンピック委員会が都市型スポーツの大会を広島市で継続的に開催する企画を立てており、広島県庁は2018年の開催場所として旧市民球場跡地を想定していると報道された。この結果、球場跡地で「FISE WORLD SERIES HIROSHIMA」が2018年から開催されている。
主なイベント
2017年5月現在、跡地で2年以上連続で行われたイベントには次のようなものがある。
- 広島市消防出初式（2013年 - ）：1月開催
- 島根ふるさとフェア（2014年 - ）：1月開催。中央公園全体で行われる
- ひろしまフードスタジアム 冬の陣（2015年 - ）：2月開催。中央公園全体で行われる
- 広島かけっこキャラバン（2013年 - ）：3月開催
- せとうち旅グセ。フェスタ（2017年 - ）：3月開催
- FISE WORLD SERIES HIROSHIMA（2018年 - ）：4月開催
- 地ビールフェスタinひろしま（2014年 - 2017年）：4月開催
- 春のまるごとグルメフェスタ（2015年 - ）：4月開催
- 世界のビールとグルメスタジアム（2014年 - ）：4月頃開催
- ごみゼロ・クリーンウォーク （2014年 - ）：6月開催
- 広島オクトーバーフェスト（2013年 - ）：9月開催。2016年・2017年には、開催中にカープのセ・リーグ優勝が決定した。
- 中国新聞ちゅーピーまつり（2014年 - ）：10月開催
- ひろしま民商フェスタ（2017年 - ）：12月開催
- 自衛消防隊消防競技大会（2014年 - ）
- 広島キッズシティ（2015年・2016年）：鷹野橋商店街に移動

その他、サンフレ優勝報告会（優勝時）や各種団体の中国地方大会、スポーツ試合のパブリックビューイングなど様々なイベントが開催されている。

### 本格整備に向けて
2013年1月に（公財）広島県サッカー協会・サンフレッチェ広島・同後援会は全国から寄せられた36万件を超える署名を広島県・広島市・商工会に提出し、当球場跡地でのサッカー場建設を目指し、取り組むことを明らかにした
2014年、市が設置したサッカースタジアムについての検討協議会では、「市民球場跡地」と「広島みなと公園」を候補地とする最終報告書が提出された。翌年サンフレッチェは3度目のJリーグ優勝を果たしたが、この時の優勝祝賀会の席上で、市長の松井は「検討を加速させる」と発言している。
2015年1月、広島市は球場跡地一帯の整備計画を発表した。球場跡地は屋根付きで多種多様なイベントを開催できる「緑地エリア」と生涯学習・教育機能や創作機能を持つ「文化芸術エリア」に整備するとしている（旧市民球場跡地の空間づくりのイメージ）。
2015年広島市長選挙（第18回統一地方選挙）では、サンフレッチェ広島前社長の小谷野薫が跡地のスタジアム建設を掲げて立候補したが、現職の松井が再選された。
同年7月、広島県知事湯崎英彦・広島市長松井・広島商工会議所会頭深山英樹が会談し、市民球場跡地にサッカースタジアムを建設することは多機能化・複合開発、スタジアムの規模に課題が大きいとし、広島みなと公園に新スタジアム建設に優位であることで一致した。しかし、サンフレッチェ側はこれに反発し、代表取締役会長の久保允誉は球場跡地に「Hiroshima Peace Memorial Stadium」を建設する方が優位であると主張した。また、広島みなと公園周辺の物流業者により組織されている「広島みなと振興会」も「（サッカースタジアムが建設されることで試合開催日に広島港周辺で渋滞がひどくなることで）物流が滞り、港湾運送事業だけでなく県内経済に重要な影響が出る」との理由から広島みなと公園案に反対した。
その後議論は膠着し、跡地の整備に向けた動きも滞るが、打開策として中央公園の広場でのスタジアム建設を探る動きも出た。2019年2月の第3回トップ会談で、湯崎ら4者が建設候補地を中央公園自由・芝生広場に一本化することで一致した（2019年度に基本計画策定）。
2023年3月31日、市民球場跡地にイベントを行う広場なども含めた商業施設「HIROSHIMA GATE PARK」が開業。地元産の食材を売りにした飲食店やスターバックス、ローソンなどがテナントとして入居した。また、旧市民球場のライトスタンドの席の一部がベンチとして移設された他、ピッチャーズプレートとホームベースがあった場所にプレートが埋め込まれている。一方、サッカースタジアムは中央公園自由・芝生広場に建設され、2024年2月1日、「エディオンピースウイング広島」が開業した。

## 交通
- 広島電鉄本線 原爆ドーム前電停：徒歩1分
- アストラムライン 県庁前駅：徒歩5分
- 広島バスセンター：徒歩3分
- 広島バス 原爆ドーム前バス停：徒歩1分

## 参考資料
- ベースボールマガジン社『週刊ベースボール』2008年9月29日号 「我が心の野球場 終演へのカウントダウン」12-17ページ